# Chanson des quatre fils Aymon
Chanson de Renaud de Montauban
Vous lisez un « article de qualité » labellisé en 2014.
Pour les articles homonymes, voir Quatre fils Aymon.

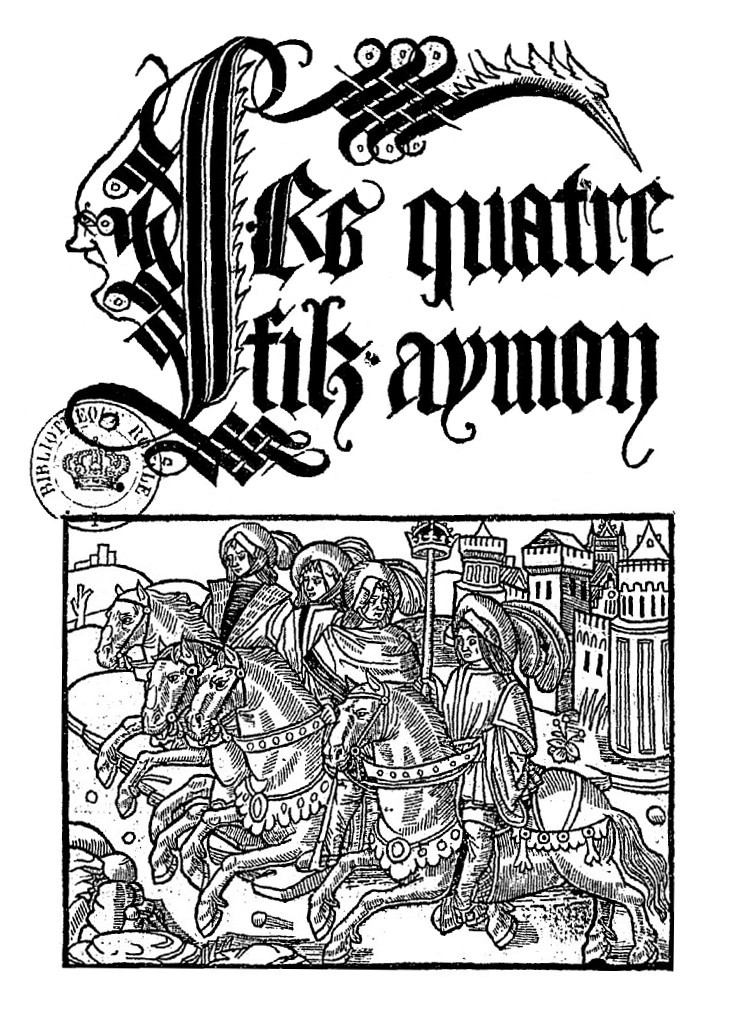
Page de titre d'une édition de L'Histoire des quatre fils Aymon (version attribuée à Huon de Villeneuve), 1497.

La Chanson des quatre fils Aymon, également intitulée Chanson de Renaud de Montauban en référence à son personnage principal, est à l'origine une chanson de geste issue du cycle carolingien. Jouée à la cour des seigneurs par les trouvères et les jongleurs, elle est transcrite dans la littérature médiévale à partir du XIIIe siècle. Cette histoire aux thèmes chevaleresques tient son nom de quatre preux nommés Aalard, Renaud, Richard et Guichard, fils du comte Aymon de Dordone. Renaud de Montauban en est le protagoniste, avec l'enchanteur et voleur Maugis, et le cheval-fée Bayard. Le récit raconte le conflit qui oppose les fils Aymon, vassaux de l'empereur Charlemagne, à ce dernier. Renaud tue Bertolai, neveu favori de Charlemagne, lors d'une partie d'échecs. L'empereur fait raser en représailles la forteresse des fils Aymon, Montessor, en Ardenne. Il les poursuit en Gascogne, où ils sont devenus maîtres de la forteresse de Montauban. Les fils Aymon restent loyaux, tandis que leur adversaire use souvent de traîtrise. Il leur tend un piège en les envoyant affronter, désarmés, plusieurs armées durant la bataille de Vaucouleurs. Roland et les douze Pairs de Charlemagne finissent par convaincre leur empereur de négocier la paix avec les fils Aymon. Charlemagne exige toutefois la remise du cheval Bayard et la réalisation d'un pèlerinage à Jérusalem par Renaud. Jeté dans la Meuse, le cheval parvient à s'enfuir dans la forêt ardennaise. La Chanson s'achève sur le martyre de Renaud, assassiné pendant la construction de la cathédrale de Cologne et sanctifié après sa mort.
Ce récit légendaire est d'origine française, et trouve quelques racines historiques dans l'époque mérovingienne. L'histoire des fils Aymon connaît une très vaste diffusion dans de nombreux pays d'Europe, notamment en Belgique, en Italie, en Allemagne et dans les Flandres, grâce à l'invention de l'imprimerie. L'apogée va de la Renaissance au XIXe siècle, avec de multiples adaptations, en vers et en prose, dans la littérature de colportage, au théâtre, ou lors de fêtes et de carnavals. De nombreuses localités revendiquent des toponymes issus des personnages de cette chanson, des reliques des quatre frères, la filiation de seigneurs avec ces derniers, ou encore la possession de forteresses des fils Aymon. Ces personnages ont leurs effigies parmi les géants du Nord dès le XVIe siècle. L'histoire des Quatre Fils Aymon se fait plus discrète depuis le XXe siècle, mais de nombreuses traditions perdurent, en particulier dans les Ardennes françaises et en Belgique.

## Résumé
Quelle que soit la version de l'histoire des quatre fils Aymon, les protagonistes sont, comme le titre l'indique, quatre frères : Renaud, Aalard (ou Alard, Allard), Guichard et Richard (ou Richardet). Fils du duc Aymon, ils s'opposent au roi Charlemagne et vivent de nombreuses aventures, avec des revers de fortune. Rejetés par leur père, ils reçoivent l'aide de leur cousin, l'enchanteur Maugis, et du cheval-fée Bayard. Bien que la représentation du cheval portant les quatre fils en même temps soit très connue, et indissociable de ce récit, elle provient de l'influence de l'iconographie sur les versions postérieures du texte.
Micheline de Combarieu du Grès et Jean Subrenat ne comptent pas certaines branches, comme le Maugis d'Aigremont, parmi l'histoire des fils Aymon. Ferdinand Castets distingue quant à lui L'Histoire des Fils Aymon ou Renaus de Montauban proprement dite, et inclut d'autres textes (le Maugis d'Aigremont, le Vivien de Monbrane et La Mort de Maugis) dans un ensemble plus large, qu'il nomme le « Cycle des Fils Aymon ».

### Chanson des quatre fils AymonouChanson de Renaut de Montauban

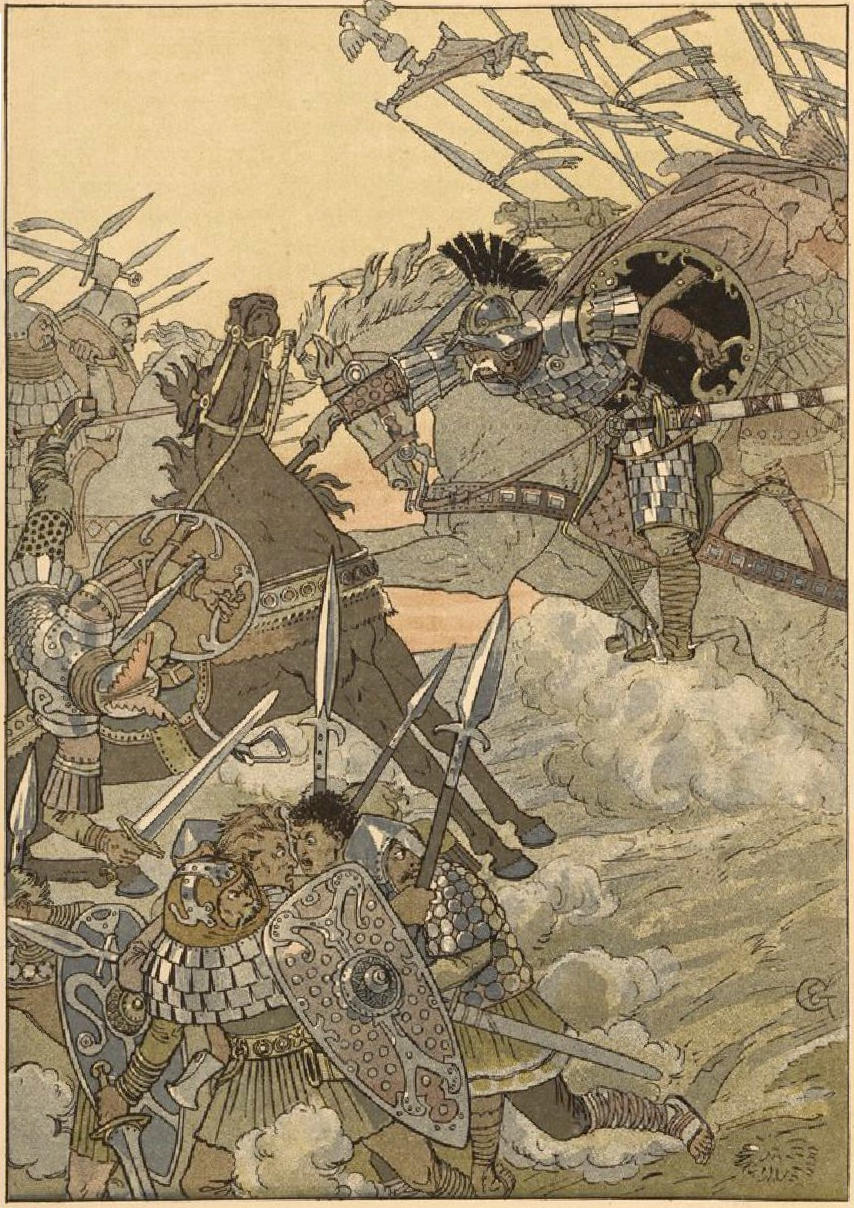
Beuves d'Aigremont combattant les armées de Charlemagne dans l’Histoire des Quatre Fils Aymon illustrée par Eugène Grasset, 1883, p. 25.

Conçue dès l'origine comme un récit légendaire, la chanson des quatre fils Aymon compte onze épisodes d'après Micheline de Combarieu du Grès et Jean Subrenat, et dix selon Ferdinand Castets. Il distingue trois grands épisodes : la partie ardennaise, la partie gasconne, et le Renaut de Montauban.
Sauf mention contraire, ce résumé de la Chanson des quatre fils Aymon est basé sur le manuscrit La Vallière, compilé par Ferdinand Castets en 1909 et traduit en français moderne par Micheline de Combarieu du Grès et Jean Subrenat en 1983.

#### Beuves d'Aigremont
Le duc d'Ardenne Beuves d'Aigremont (ou Aygremont, selon la graphie la plus ancienne), invité avec les autres vassaux à la cour du roi Charlemagne, refuse de s'y rendre et fait tuer les messagers chargés de lui rappeler son devoir, y compris le propre fils de Charlemagne, Lohier. Le roi, désireux de venger son fils, lui déclare la guerre pour insubordination. Il rassemble son armée et engage le combat, mais l'issue du conflit est indécise. Charlemagne accepte de pardonner à Beuves et ses trois frères qui lui viennent en aide (parmi lesquels le duc Aymon de Dordone, ou Dordonne) s'ils acceptent leurs devoirs de vassaux. Une famille de traîtres partisans de Charlemagne (Ganelon, Fouques de Morillon et Grifon d'Autefeuille) fait toutefois tuer le duc d'Aigremont par traîtrise, acte pour lequel Charlemagne les remercie. La paix finit par se rétablir entre Charlemagne et la famille Aymon mais Maugis, le fils de Beuves, nourrit un fort ressentiment contre le roi des Francs,.

#### La cour de Charlemagne et la fuite en Ardenne

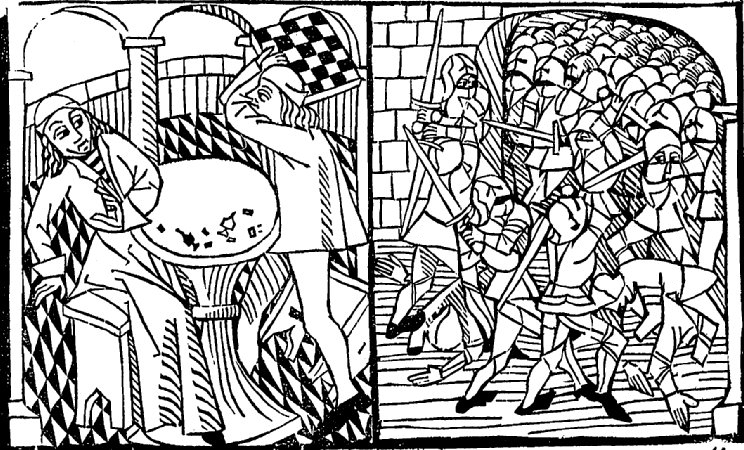
Renaud se dispute avec Bertolai (à gauche) et les quatre frères fuient la cour de Charlemagne (à droite). Gravure extraite d'un incunable lyonnais, v. 1485.

Le duc Aymon présente ses quatre fils Aalard, Renaud, Richard et Guichard à la cour de son suzerain Charlemagne, à Paris, un jour de Pentecôte. Le roi annonce qu'il les armera chevaliers à Noël. Toutefois, Charlemagne adoube Renaud pendant la fête et ordonne qu'on lui remette une monture merveilleuse, le cheval-fée Bayard (dans la majorité des manuscrits, Bayard est donné à Renaud par Charlemagne lors de son adoubement, deux versions en font un don de la fée Oriande à Renaud). Les trois autres frères sont armés de même, et Renaud remporte la quintaine. Mais le lendemain, Renaud dispute une partie d'échecs avec Bertolai, le neveu favori de Charlemagne, qui est mauvais joueur. Bertolai frappe Renaud au sang. Ce dernier demande justice et réparation à son roi, en lui rappelant à l'occasion sa responsabilité dans la mort de Beuves. Charlemagne refuse de l'écouter et Renaud, sous le coup de la colère, s'empare de l'échiquier pour le lancer à la tête de Bertolai, qui en meurt sur le coup. Les quatre frères s'enfuient, poursuivis par l'armée de Charlemagne, et se réfugient en Ardenne, leur pays natal.

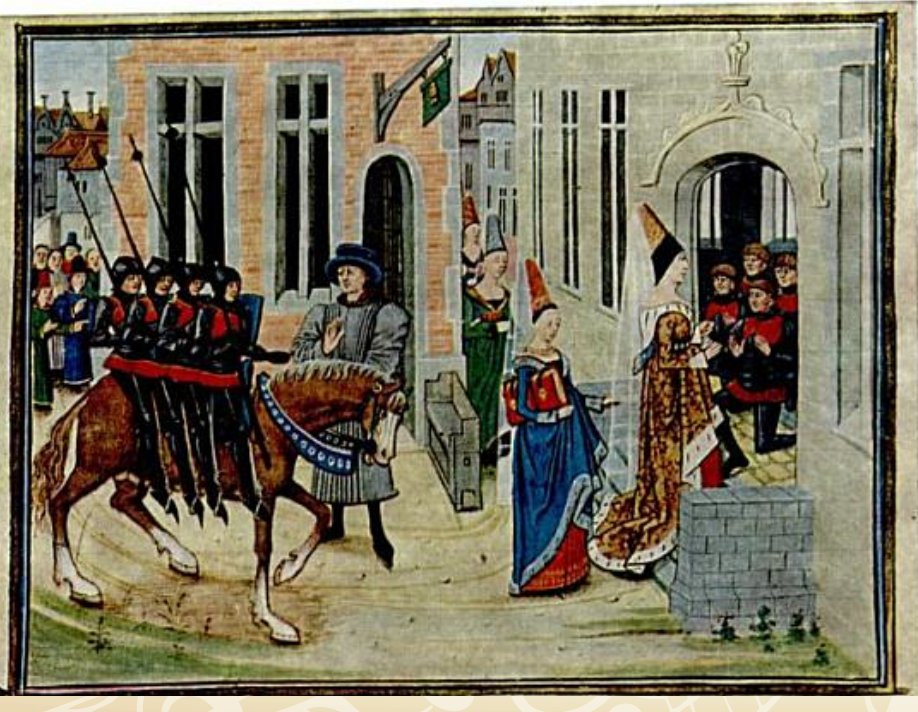
L'arrivée des quatre fils Aymon accueillis à Dordone, montés sur le cheval Bayard, après leur exil dans la forêt. Miniature de Loyset Liédet, extraite d'un manuscrit de Montauban en prose, XVe siècle. Arsenal 5073 f.88v.

Tous les quatre sont chassés de la forteresse de Dordone appartenant à leur père. Ils bâtissent leur propre château, Montessor, sur un éperon rocheux au-dessus de la Meuse (dans d'autres versions, c'est leur cousin l'enchanteur Maugis qui l'érige, grâce à sa magie). Après sept ans, Charlemagne retrouve leur trace et entreprend le siège du château de Montessor. En chemin, il met en garde son armée contre les fées du défilé des Espaux. Renaud stoppe l'avancée de l'armée de Charlemagne en tuant le comte Rénier. Le château finit cependant par tomber à cause du traître Hervé, qui profite de l'hospitalité des fils Aymon pour en ouvrir la herse durant la nuit. Les quatre frères parviennent à repousser l'assaut et à vaincre les troupes d'Hervé, mais leur château est détruit, avec toutes leurs réserves de nourriture. Ils s'enfoncent dans la forêt d'Ardenne avec le reste de leur armée et croisent leur père, le duc Aymon, qui les défie en duel pour rester fidèle à Charlemagne. Le cheval d'Alard est tué. Renaud prend son frère sur Bayard, qui adapte sa taille au nombre de ses cavaliers. Les fils Aymon perdent leurs derniers hommes dans la bataille et se replient dans la forêt.
Ils se cachent plusieurs mois, contraints à vivre de rapines et en pillant les alentours. À demi-morts de faim et méconnaissables, ils rentrent chez leur mère au château de Dordone,, et s'expliquent avec leur père à son retour. Ils se font remettre des armes neuves, de l'or et de l'argent. Leur cousin l'enchanteur Maugis les rejoint à cette occasion, et leur conseille de se mettre au service du roi Yon de Gascogne.

#### Création de Montauban

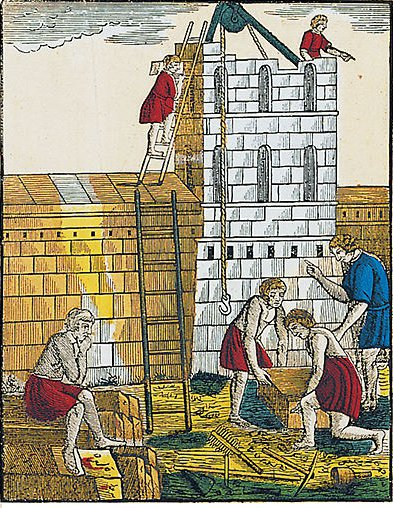
Construction de la forteresse de Montauban d'après une image d'Épinal, estampe de François Georgin en 1830.

Remis de leur séjour dans la forêt et armés, les quatre frères se présentent au roi Yon qui accepte volontiers leur aide : ses terres sont assiégées par le sarrasin Bège. Les fils Aymon le mettent en déroute à Bordeaux et l'emprisonnent. Pour les remercier, Yon leur permet d'ériger un château, qu'il nomme Montauban « parce qu'il est construit sur une montagne de marbre »,. Le roi Yon offre à Renaud la main de sa sœur Aélis. Désormais, Renaud s'appelle Renaud de Montauban. Charlemagne découvre la forteresse au retour d'un pèlerinage à Saint-Jacques-de-Compostelle, et menace de ravager les terres du roi Yon si les fils Aymon ne lui sont pas livrés.
Yon refuse, mais Charlemagne reçoit de l'aide en la présence de Roland, qu'il adoube. Roland fait de Renaud son ennemi personnel. Ce dernier retourne à Paris pour narguer Charlemagne, qui est à la recherche d'un cheval capable de rivaliser avec Bayard, afin de l'offrir à Roland. Grâce à l'aide de l'enchanteur Maugis, qui déguise Bayard, il participe à une course près de Montmartre, au bord de la Seine, et la gagne. Il dépouille Charlemagne de sa couronne, trophée du vainqueur,.

#### Trahison du roi Yon et arrivée de Charlemagne en Gascogne
Charlemagne fait convoquer ses barons pour donner l'assaut sur Montauban. Il désire plus que tout tuer Maugis et rassemble 100 000 hommes, mais la forteresse est imprenable. Il recourt à la ruse, en persuadant le roi Yon et ses barons de trahir les fils Aymon. Yon convainc les quatre frères de se rendre désarmés, vêtus de rouge (pour être reconnaissables) et montés sur des mules jusqu'à la plaine de Vaucouleurs, en leur disant que Charlemagne y viendra pour négocier la paix. Le lieu est en réalité parfait pour une embuscade.

#### Bataille de Vaucouleurs, enlèvement de Charlemagne et départ de Maugis
Les frères Aymon affrontent plusieurs armées à eux quatre, en refusant de se rendre : ils escaladent la Roche Mabon et combattent comme des soldats assiégés. Richard est gravement blessé, mais ils survivent grâce à l'arrivée providentielle de Maugis chevauchant Bayard, et de leur armée venue de Montauban. Renaud récupère ses armes, sa cuirasse et sa monture, et tient tête à Ogier le Danois. Ses frères interviennent pour mettre un terme au duel. Lorsqu'Ogier rentre à la cour de Charlemagne, Roland l'accuse de trahison. Le paladin désire rencontrer lui-même Renaud et ses frères. Pendant ce temps, l'enchanteur Maugis soigne Richard de ses blessures.
De retour dans sa forteresse de Montauban, Renaud se met en colère contre sa femme Aélis et ses fils Aymonnet et Yonnet, pensant qu'ils étaient au courant de la trahison du roi Yon. Ses frères parviennent à le calmer. Capturé par Roland, le roi Yon demande du secours. Malgré tout, les fils Aymon rassemblent leur armée gasconne et rencontrent Roland pour négocier. Le paladin fait savoir à Renaud que Charlemagne exige sa reddition complète et la mort de Maugis, conditions que Renaud ne peut honorer. Ils s'affrontent en duel, sans que l'un ne prenne le dessus sur l'autre. Alors qu'ils ont décidé de porter le duel plus loin, les trois autres frères Aymon délivrent Yon. En représailles, Roland capture Richard. Renaud s'apprête à partir seul le délivrer quand l'enchanteur Maugis l'en dissuade. Il espionne Charlemagne, qui a promis de pendre Richard, et retourne en informer les trois autres fils Aymon, qui se placent en embuscade près du lieu prévu pour la pendaison.

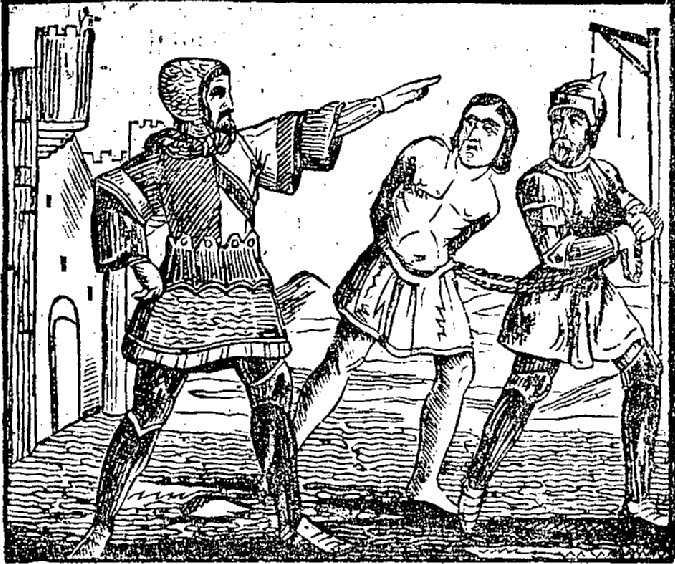
Ripeu va pendre Richard (Gravure extraite des Quatre fils d'Aymon, histoire héroïque par M. Ardant, 1849).

Aucun des chevaliers, Pairs et vassaux de Charlemagne n'accepte de pendre Richard : ils sont lassés de cette guerre qui dure depuis vingt ans, et tous évoquent une parenté plus ou moins proche avec le benjamin des fils Aymon. Lorsque Ripeu, dont la lignée de traîtres est ennemie de la famille Aymon, accepte de s'en charger, Ogier du Danemark promet qu'il le tuera avant trois jours pour avoir osé pendre un noble chevalier comme un vulgaire voleur. Ripeu s'apprêtant à pendre Richard, le cheval-fée Bayard réveille Renaud qui s'était endormi en touchant son écu de son sabot. Le chevalier peut secourir son frère et tous les quatre rentrent saufs dans leur forteresse de Montauban. Richard pousse l'affront jusqu'à dérober l'aigle d'or qui surplombe la tente royale de Charlemagne. Les frères reprennent le combat, Renaud apprend de la bouche de l'empereur quelles sont ses conditions de paix : livrer l'enchanteur Maugis pour qu'il soit pendu, écartelé puis brûlé. Au terme de la bataille, Maugis est emprisonné par Charlemagne. Mais grâce à sa magie, il se libère, endort ses ravisseurs et en profite pour voler plusieurs objets de grande valeur : la couronne et l'épée de Charlemagne, et les armes des douze Pairs de France. Charlemagne négocie un an de paix contre leur restitution.
Renaud et Aalard se rendent à la cour de Charlemagne pour rendre ces objets volés. Ogier, Naime et l'archevêque Turpin les accompagnent. Ils veillent à ce que malgré les manigances de l'empereur, les deux frères parviennent sains et saufs jusqu'au camp de Charlemagne. Un duel judiciaire est convenu entre Roland et Renaud, mais au cours du combat, une nuée sombre s'abat et force les deux protagonistes à rompre l'affrontement. Renaud rentre à Montauban avec Roland. Considérant que son propre neveu Roland l'a trahi ou qu'il est retenu contre son gré, Charlemagne fait lancer l'assaut contre Montauban. Il refuse toujours de négocier, tant que Maugis ne lui aura pas été livré. L'enchanteur parvient, grâce à ses sortilèges, à capturer Charlemagne et à le mener aux quatre frères, à Montauban (où sont toujours présents Roland, Ogier, Naime et Turpin). Il se retire ensuite en méditation dans un vieil ermitage près de Dordone, en Ardenne, afin de se soustraire à la colère du roi des Francs et de se pardonner les nombreuses morts dont il est la cause.

#### Siège de Montauban

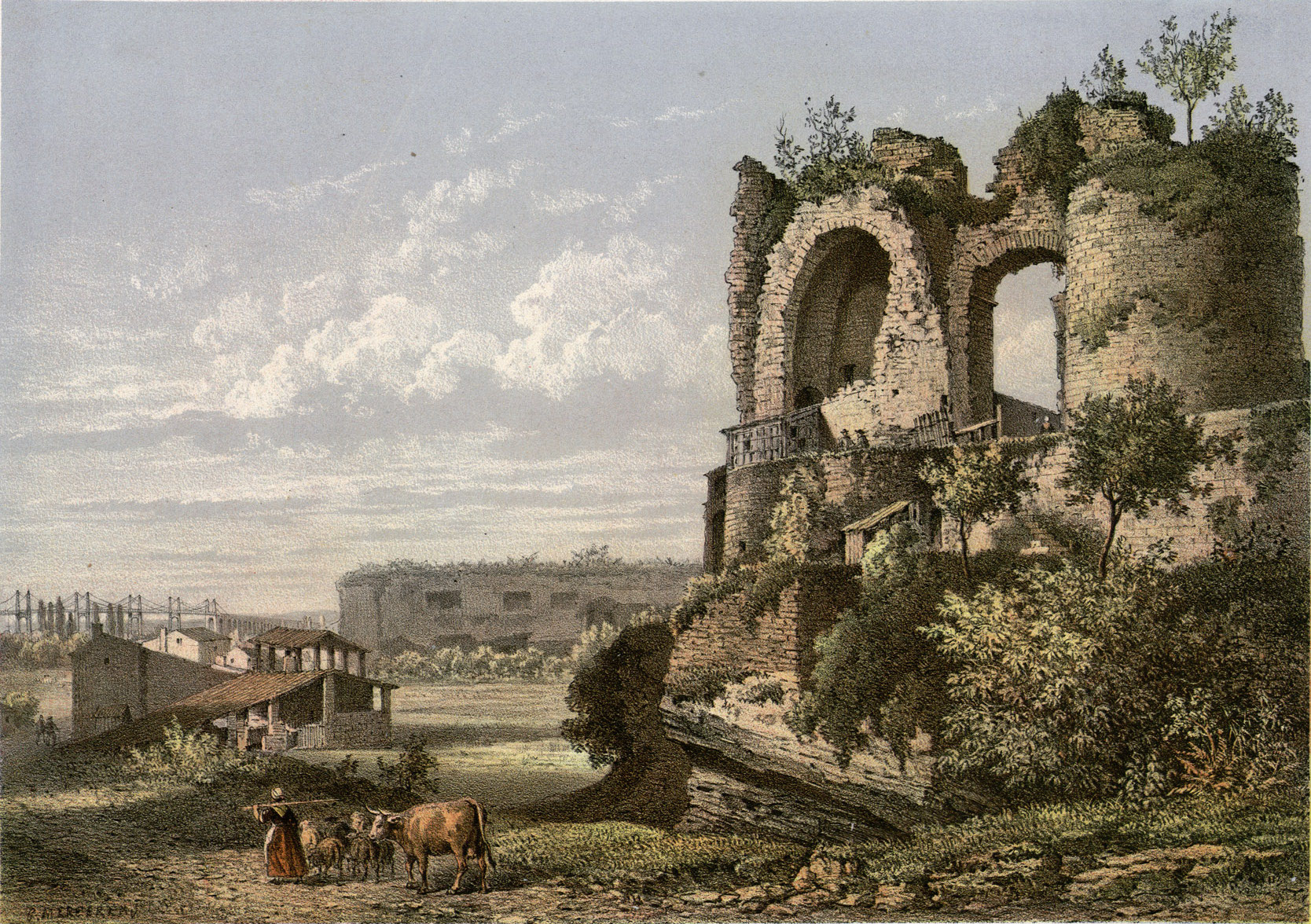
Vue des ruines du château attribué aux fils Aymon à Saint-André-de-Cubzac, d'après une lithographie de Charles Mercereau (avant 1865).

Malgré les suppliques des frères, Charlemagne refuse toujours de négocier, et ne désire que la mort de Maugis. Il quitte Montauban sans encombre. Charlemagne assiège Montauban avec un acharnement sans précédent : constatant que la forteresse est bien défendue, il en coupe les approvisionnements et réduit ses occupants à la famine. Charlemagne annonce son intention de faire pendre les frères, mais à cette déclaration, Roland, Ogier, Turpin, Naime et le duc Aymon fondent en larmes. Le siège dure un an et les frères Aymon mangent les chevaux de leur écurie. Seul Bayard est épargné. Renaud se rend nuitamment dans la tente de son père, le duc Aymon, et le supplie de l'aider. Le duc lui fournit des vivres en faisant charger les catapultes de jambon et de vin. Il quitte ensuite les assiégeants, avec l'accord des pairs de Charlemagne. La famine reprenant, Renaud saigne Bayard pendant quinze jours pour éviter d'avoir à l'abattre. Un vieil infirme révèle l'existence d'un souterrain, permettant aux fils Aymon de s'enfuir avec Bayard et le roi Yon.

#### Négociation de paix

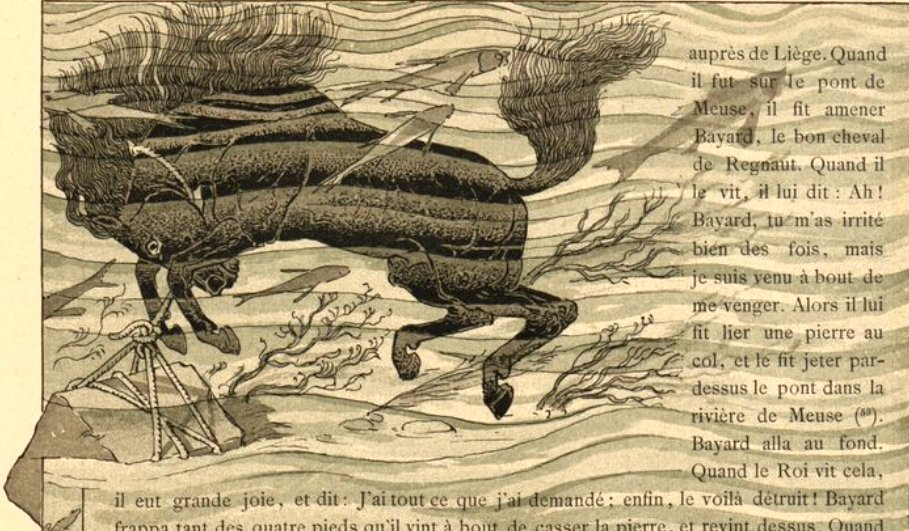
Charlemagne fait jeter Bayard dans la Meuse, avec une grosse pierre attachée au cou. Dessin de l’Histoire des Quatre Fils Aymon par Eugène Grasset, 1883, p. 194.

Pendant le siège de Montauban, Maugis a complètement oublié les fils Aymon. Il aide des marchands à récupérer leurs biens dérobés par des voleurs. Un songe lui ayant rappelé la triste situation de ses cousins, il apprend auprès des marchands que les fils Aymon sont réfugiés à Trémoigne (Dormund). Il s'y rend aussitôt, et Renaud le reconnaît. Maugis fait part de son désir de se vouer à Dieu et de ne plus causer la mort de quiconque. La négociation de paix n'avance toujours pas entre Renaud et Charlemagne, le premier détenant Richard de Normandie en otage, le second exigeant toujours que Maugis lui soit livré. Renaud menace de faire pendre Richard de Normandie. Voyant que le roi des Francs refuse toujours de négocier, les douze Pairs quittent son service pour ne pas être responsables de la mort d'un valeureux chevalier. Seul Ganelon reste aux côtés de Charlemagne. Se retrouvant seul, Charlemagne choisit enfin de négocier la paix. Il exige toutefois que Renaud fasse un pèlerinage pieds nus et que le cheval Bayard lui soit livré, comme le chevalier avait déjà promis de le faire. Les trois autres fils Aymon conservent leur fief. Renaud part immédiatement dans les conditions imposées par Charlemagne. Dès qu'il récupère Bayard, l'empereur se rend à Liège, sur un pont surplombant la Meuse. Il ordonne que le cheval-fée soit jeté à l'eau, lesté d'une meule. Mais Bayard parvient à se libérer et à s'enfuir dans la forêt d'Ardenne.

#### Pèlerinage de Renaud
Renaud et Maugis se rencontrent à Constantinople et partent en pèlerinage à Jérusalem. Ils aident à libérer la ville sainte des Persans, combattent des Sarrasins, puis rencontrent le Pape à Rome.

#### Retour de Renaud chez les siens
À son retour, en compagnie de Maugis, Renaud apprend que sa femme est morte de chagrin durant son voyage. En deuil, il décide de ne jamais se remarier. Ses trois frères ont tous pris épouse. Maugis regagne son ermitage, où il reste sept ans et meurt en solitaire, un Dimanche des Rameaux. Renaud envoie ses enfants vivre à la cour de Charlemagne. Malgré les différends que leur père avait eus avec l'empereur, ils y sont bien accueillis.

#### Pénitence et mort de Renaud

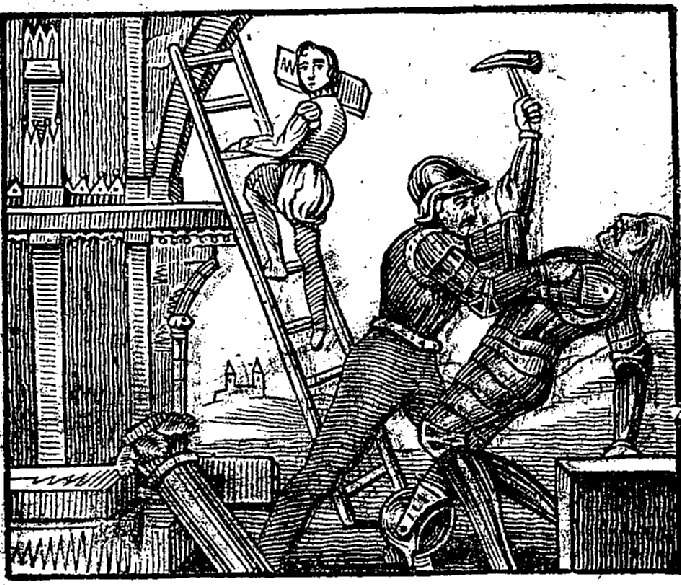
Les ouvriers du chantier de la cathédrale de Cologne assassinent Renaud (Gravure extraite des Quatre fils d'Aymon, histoire héroïque par M. Ardant, 1849).

Renaud part sans prévenir, pour s'engager comme ouvrier sur le chantier de construction de la cathédrale de Cologne. Il ne demande comme salaire que de quoi se nourrir, mais les autres maçons considèrent que cet étrange pèlerin leur fait une concurrence déloyale, et se décident à l'assassiner. Leur forfait accompli, ils jettent le corps de Renaud dans le Rhin. Un miracle se produit : des poissons font flotter le corps de Renaud à la surface du fleuve, il émet de la lumière et des anges chantent. Le corps de Renaud est chargé sur un char, qui se rend de lui-même jusqu'à Trémoigne. Son passage s'accompagne de toutes sortes de miracles. Renaud de Montauban est connu plus tard comme « Saint Renaud ».

### Autres textes

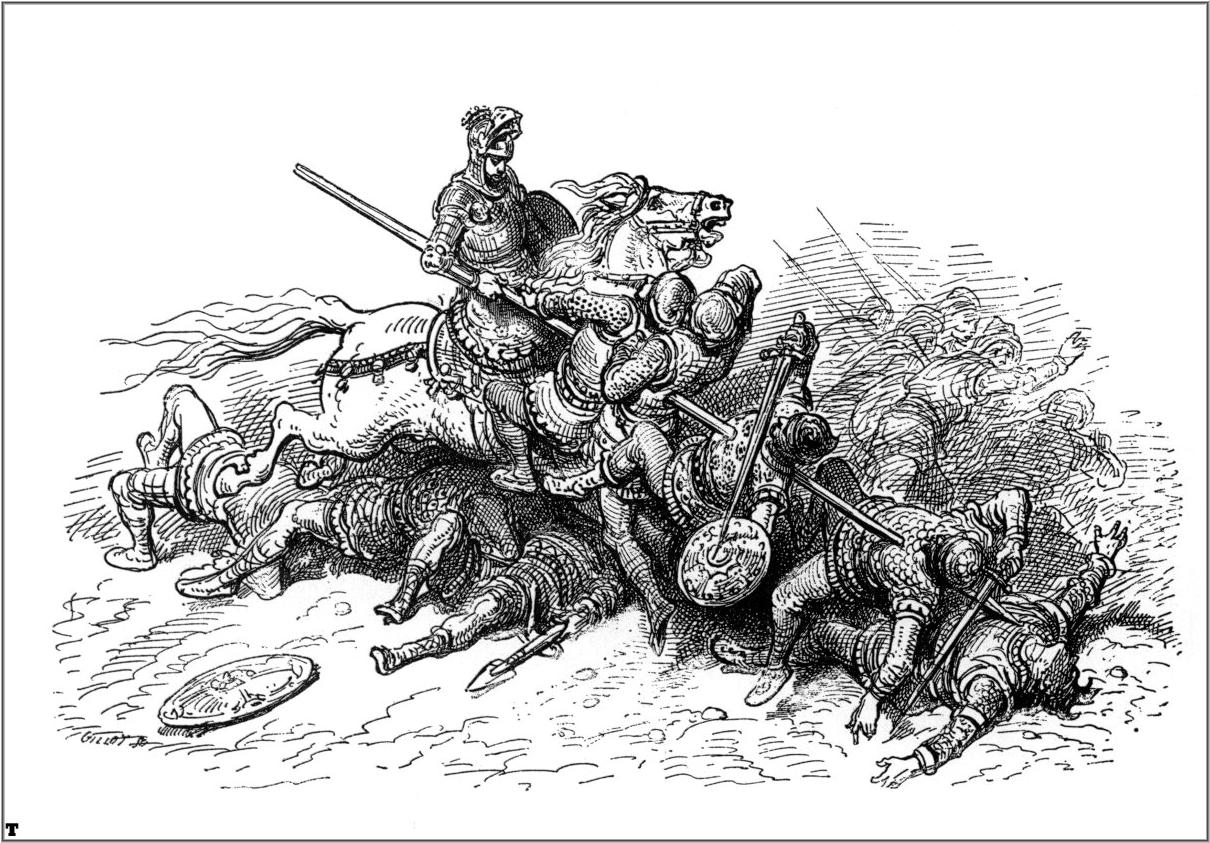
Illustration d'un chevalier de Charlemagne par Gustave Doré pour une édition du Roland furieux.

La popularité de certains personnages de la Chanson donne naissance à des « branches » du récit dans toute l'Europe, sous l'influence de la littérature de cour. Ces nouveaux récits se créent en particulier autour des personnages de Renaud de Montauban et de l'enchanteur Maugis. L'ensemble forme, d'après Castets, le « cycle des fils Aymon ».
La Chanson de Maugis d'Aigremont rapporte la conquête de Bayard et de l'épée Floberge par l'enchanteur Maugis. Elle constitue une préquelle. Maugis remet ensuite le cheval et l'épée à son cousin Renaud, le texte rejoignant ici la chanson. Renaud réapparaît (sans ses frères) dans des poèmes épiques italiens traitant de chevalerie, comme ceux de Torquato Tasso, de Luigi Pulci (Morgante), de Matteo Maria Boiardo (Roland amoureux), et de l'Arioste. L'aîné des quatre frères est immortalisé par l'Arioste dans le Roland furieux, où après s'être illustré par ses exploits guerriers, il se fait moine. On le retrouve dans les Grandes Chroniques de France et les œuvres de Thomas Bulfinch, librement inspirées de la matière de Bretagne et du cycle carolingien.

## Histoire littéraire
L'histoire des quatre fils Aymon est issue des chansons de geste que racontent trouvères et jongleurs du Moyen Âge. Ils la chantent certainement en vers et en musique. Elle connaît une très grande longévité et de multiples adaptations, subissant assez peu de retouches depuis le XIIIe siècle. Les raisons en sont nombreuses : l'histoire en elle-même (émotion, sympathie pour les frères Aymon, côté subversif, dignité courtoise, justice de la cause), la facilité avec laquelle elle se prête aux réécritures, la forte diffusion des textes et la présence de deux personnages, l'enchanteur Maugis et le cheval Bayard, qui prennent de plus en plus d'importance au fil des réécritures. Fantastiques et merveilleux,, ils rattachent l'histoire au domaine féerique, très apprécié du public. La chanson est traduite dans toutes les langues européennes. Sarah Baudelle-Michels recense 218 adaptations différentes entre le premier incunable édité et l'édition enfantine parue chez Castor poche en 2000. Pour Joseph Bédier, « il n'y a pas dans la littérature populaire de livre plus populaire »,.

### Au Moyen Âge

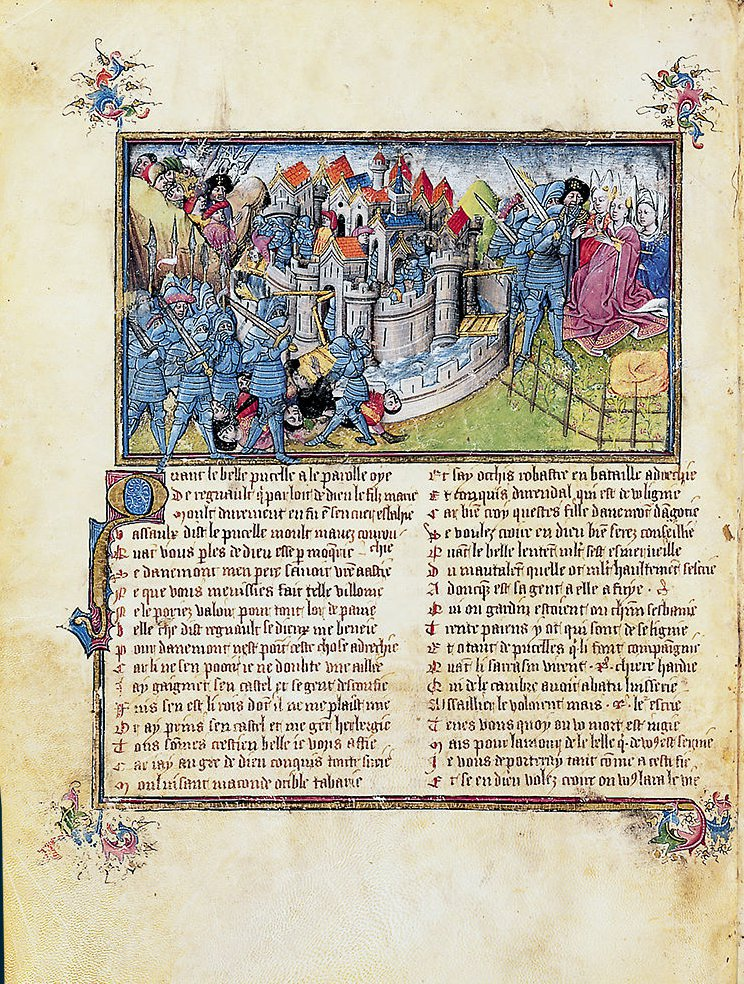
La Chanson dans un manuscrit flamand du XV. BNF, Fr.764, f.119v.

Le plus ancien texte des Quatre fils Aymon est français et pourrait être d'origine ardennaise. Également connu sous le nom de Chanson de Renaut de Montauban, ce poème, conservé dans le manuscrit « La Vallière », compte 18 500 alexandrins. Déjà très long et pourtant plus sobre et concis que les versions suivantes, il est conservé à la bibliothèque Bodléienne. La matière circule oralement avant d'être écrite et ce manuscrit remonte à la fin du XIIe siècle, au début du suivant, ou au plus tard au milieu du XIIIe siècle. Si elle possède certainement des sources d'inspiration historiques, la chanson de geste s'est nettement romancée. Les trouvères qui la racontent doivent captiver leur auditoire, et lutter contre la concurrence de la matière de Bretagne et du récit d'aventures. Pour cela, ils n'hésitent pas à modifier des éléments ou à introduire du merveilleux.
Ferdinand Castets répertorie quatorze versions médiévales de la Chanson, jusqu'au XVe siècle. Si elles racontent tous plus ou moins la même histoire, ces manuscrits proviennent d'auteurs différents et comportent des particularités distinctives, sans doute car de « nombreuses générations de trouvères » ont contribué à leur rédaction. Micheline de Combarieu du Grès et Jean Subrenat estiment que cela empêche de parler d'une unique « Chanson des quatre fils Aymon », puisqu'il existe de grandes variations autour d'un 
même thème. Les manuscrits sont souvent incomplets, aucun n'est la copie d'un autre. Ils semblent manquer de qualités littéraires à première vue, étant constitués d'éléments d'auteurs différents à des dates différentes. La majorité remontent au XIIIe siècle. Tous sont anonymes, sauf le roman Histoire des quatre fils Aymon attribué à Huon de Villeneuve,. Les premières versions françaises en prose paraissent à la fin du XIIIe siècle, et une version en vers remaniée circule environ un siècle plus tard. Jean Froissart, entre autres, reprend le récit des fils Aymon dans sa Chronique (t. III, chap. XV).
Les premiers manuscrits sont destinés au même public que la chanson de geste, les aristocrates et les lettrés. L'histoire se diffuse à toute l'Europe médiévale. Elle circule en Angleterre avant 1250, d'après Alexandre Neckham. Il faut cependant attendre le XVe siècle pour voir paraître une traduction anglaise, The Right Pleasant and Goodly Historie of the Foure Sonnes of Aymon, grâce à l'imprimerie de William Caxton. Le Renout van Montalbaen se fait connaître par un texte moyen néerlandais en vers, dans la seconde moitié du XIIIe siècle. L'épopée reste très populaire pendant des siècles aux Pays-Bas.

### DuXVesiècleauXVIIIesiècle

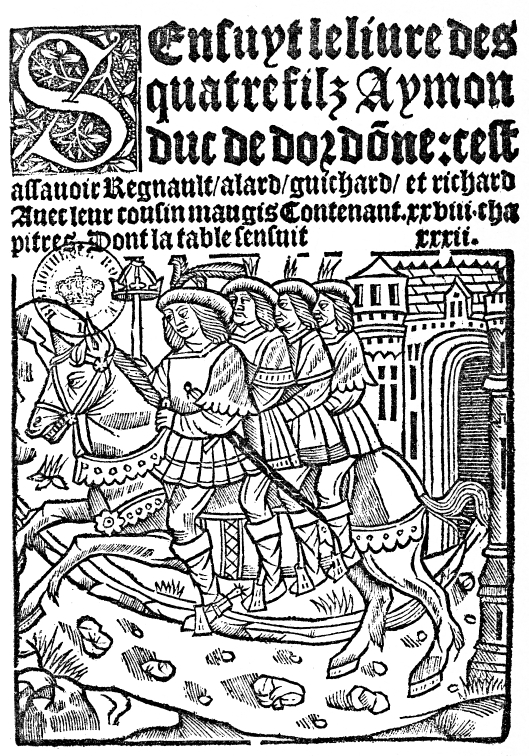
Les quatre fils Aymon et le cheval Bayard sur une édition de A. Lotrian et D. Janot, au milieu du XVI.

Les versions en prose popularisent la Chanson des quatre fils Aymon. Une vulgate sans rimes paraît,, suivie au milieu du XVe siècle d'une version en prose présentant la lignée de Renaut, en y incluant la Chanson de Maugis d'Aigremont. L'imprimerie accélère le phénomène. Dès le XVe siècle, de petits livres populaires néerlandais et des incunables lyonnais reprennent et diffusent le récit, si bien qu'au XVIe siècle, des imprimés s'échangent en grand nombre en France et dans des versions traduites. Les adaptations incluent des versions scandinaves, allemandes, espagnoles, italiennes, et des contes chevaleresques. Une adaptation allemande paraît en 1535, suivie en 1604 par Ein schöne und lüstige Histori von den vier Heymonskindern à Cologne, adaptation de la version flamande elle-même basée sur le français. Ludwig Tieck édite une version provenant d'une source différente. Rabelais et Cervantès, entre autres, font référence aux personnages des Quatre fils Aymon dans leurs écrits respectifs. Les réécritures jouent sur l'emploi d'un lexique médiéval ou, au contraire, une modernisation de la langue, parfois « à l'emporte-pièce ».
Les œuvres médiévales sont boudées par le public de l'époque, mais les quatre fils Aymon font partie des rares exceptions. Du XVIIe siècle au XIXe siècle, la littérature de colportage (bibliothèque bleue) accélère la diffusion du récit, y compris dans des livrets et des almanach,, en provoquant un élargissement du public d'origine. Ces versions imprimées présentent parfois de grandes divergences par rapport aux textes médiévaux, mais dans l'ensemble, elles restent fidèles à la tradition médiévale et semblent s'appuyer sur les incunables du XVe siècle.
Une courte adaptation des versions en prose médiévales est publiée à Limoges au début du XVIIIe siècle, puis une édition « revue, corrigée et enrichie de nouvelles gravures » sort des ateliers de la même ville en 1793, grâce à l'imprimerie Chapoulaud. La bibliothèque universelle des romans reprend en 1778 une version basée sur une mise en prose cyclique du XVe siècle,.

### XIXesiècle

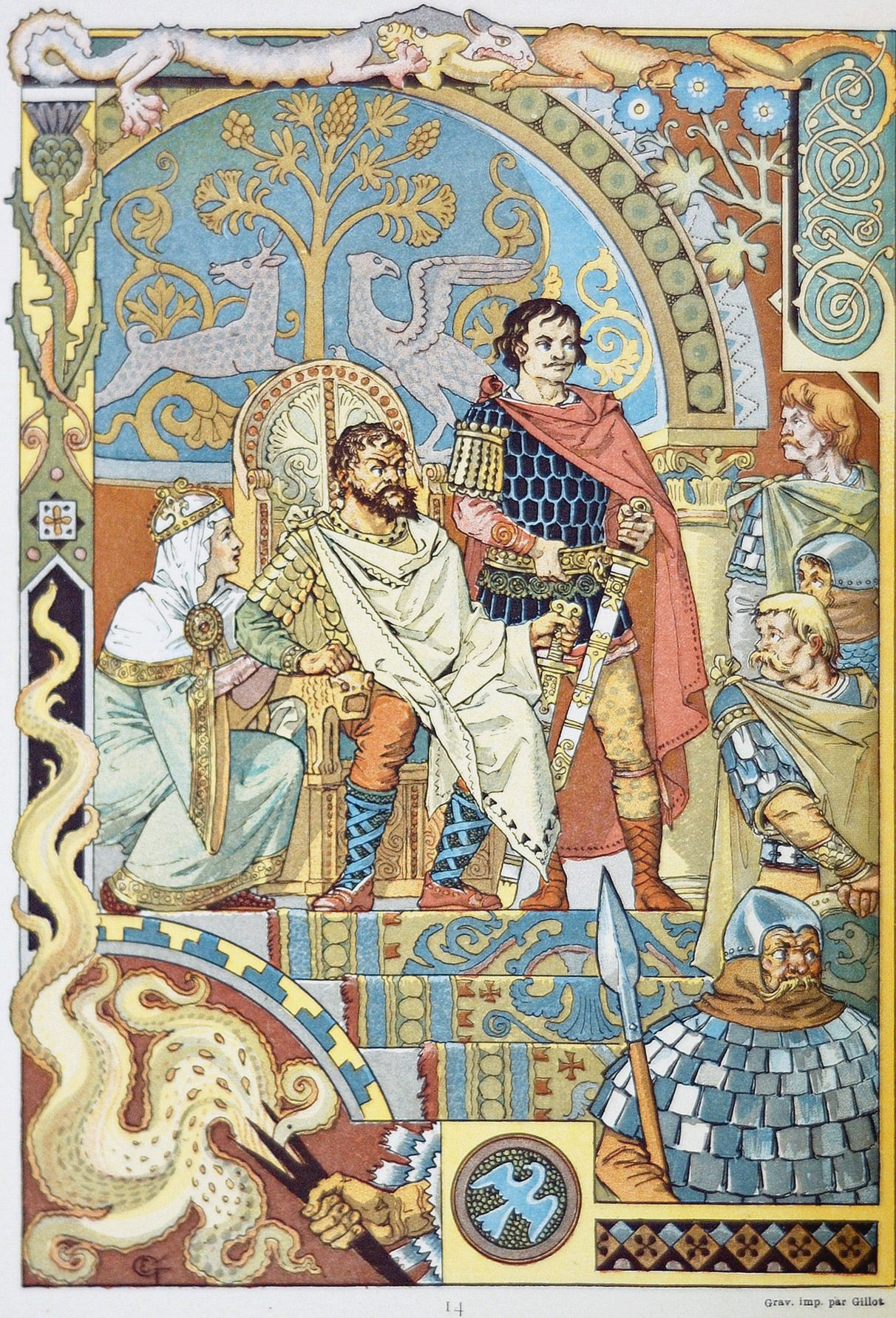
L’Histoire des Quatre Fils Aymon illustrée par Eugène Grasset en 1883, page 14.

Au XIXe siècle, la diversification des publics visés par les différentes éditions des Quatre fils Aymon s'accroît encore. L’édition de Chapoulaud est réimprimée « au moins jusqu’en 1840 », et une collection troyenne sort une Histoire des quatre fils Aymon : très nobles et très vaillans chevaliers vers 1810. Certaines maisons d'édition catholiques perpétuent la tradition des petits ouvrages de très mauvaise qualité. L'imagerie d'Épinal publie des gravures sur bois, comme celles de François Georgin en 1830. Les citadins bourgeois ont accès à une adaptation de pièce de théâtre en cinq actes. La recherche universitaire s'empare aussi du sujet, à travers entre autres Le roman des Quatre fils Aymon, princes des Ardennes, édité en vers et en ancien français à Reims, en 1861. De nombreux auteurs français du XIXe siècle revendiquent des références provenant des fils Aymon, entre autres Alexandre Dumas (dans Les trois mousquetaires), Stendhal (dans La chartreuse de Parme), et Balzac.
Les bibliophiles ont droit à une édition de luxe des Quatre fils Aymon illustrée par Eugène Grasset dans un style précurseur de l'Art nouveau, introduisant le procédé de la photogravure : l’Histoire des Quatre Fils Aymon, très nobles et très vaillants chevaliers en 1883. Elle est saluée en son temps par Octave Uzanne comme étant l'ouvrage le « plus original du siècle », et un chef-d'œuvre de reliure.

### Depuis leXXesiècle
Malgré l'extrême célébrité du récit jusqu'au XIXe siècle, les textes authentiques des Quatre Fils Aymon ne font l'objet que de rares éditions depuis le début du XXe siècle. La principale, réalisée par Ferdinand Castets en 1909, est le résultat de vingt-cinq ans de recherches et reprend la plus ancienne version connue à l'époque : La Chanson des quatre fils Aymon, d'après le manuscrit La Vallière. Elle est réimprimée par Slatkine en 1974. De larges extraits sont traduits en français moderne et publiés chez Gallimard par Micheline de Combarieu du Grès et Jean Subrenat en 1983, sous le titre Les Quatre Fils Aymon, ou Renaud de Montauban : cette version constitue la première traduction fiable d'un des manuscrits médiévaux en français moderne. Un volume plus succinct en est tiré en 2011 sous le même titre, avec des commentaires d'Hubert Heckmann et Pierre-Olivier Douphis, à destination des classes de collège. Le XXe siècle privilégie les adaptations pour le jeune public, comme celle de la collection « Roitelet » en 1937 (Les Quatre Fils Aymon racontés aux enfants), celle de Jacques Laudy dans le Journal de Tintin en 1946-1947, celle de Castor Poche Flammarion en 2000, ou encore celle qu'illustre l'Ardennais Hervé Gourdet sur des textes de Jean-Luc Duvivier de Fortemps en 2009.

## Analyse

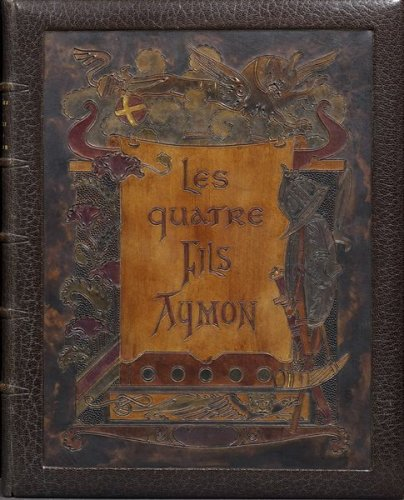
Couverture en cuir incisé de l’Histoire des quatre fils Aymon, Très Nobles et très Vaillans Chevaliers, H. Launette, 1883. La reliure est de Marius Michel.

La Chanson des Quatre fils Aymon mélange des éléments de chevalerie à d'autres du domaine du merveilleux et de la féerie, abordant les thèmes du conflit et de la subversion. Il est impossible de remonter avec certitude jusqu'à ses sources d'inspiration, celle des « premiers bardes qui la fixèrent dans des vers », d'après Sarah Baudelle-Michels. Selon Micheline de Combarieu du Grès et Jean Subrenat, ce n'est pas un récit monarchiste, mais un récit féodaliste. Il est à l'origine assez brutal de par la violence qu'il peut évoquer, une violence à replacer dans le contexte de son époque. Les trouvères ont certainement adouci l'histoire au fil du temps, comme en témoignent certains passages particulièrement crus (entre autres celui où le duc Aymon reproche à ses fils de s'être laissés mourir de faim en Ardenne, sans chercher à piller les monastères et à manger les moines), cohabitant avec d'autres où les personnages se comportent en modèles de courtoisie et de piété. Malgré leur nature composite, les manuscrits des Quatre fils Aymon possèdent les qualités littéraires propres aux épopées, en particulier la puissance dramatique. Ferdinand Castets cite pour exemples la bataille de Vaucouleurs, et l'émotion de leur mère lors du retour des fils Aymon à Dordone, après leur exil en Ardenne. Pour lui, la Chanson incarne « l'âme française du Moyen Âge ».

### Les différents épisodes
Le « Beuves d'Aigremont », qui introduit l'histoire, semble être la partie la plus ancienne. Il n'est pas repris dans la plupart des éditions plus tardives de la Chanson, qui entament l'histoire des fils Aymon avec la présentation des quatre fils à la cour de Charlemagne. Le Beuves présente le duc Aymon et ses fils, montrant déjà la nature perfide de Charlemagne, qui récompense les traîtres meurtriers. Cette partie comporte aussi des imperfections littéraires, certainement dues à son ancienneté et à sa rédaction par de nombreux trouvères différents. Ferdinand Castets pense que les premiers Mérovingiens, notamment Chilpéric et ses fils, en sont la source d'inspiration.

L'épisode ardennais, un chant, est beaucoup plus homogène. Pour Ferdinand Castets, s'il présente un caractère « carolingien » évident (et notamment des analogies avec la vie de Charles Martel), il se mêle certainement à des éléments plus anciens provenant de la fin de l'époque gallo-romaine. Le passage des fils Aymon par la forêt, où ils retournent à une certaine sauvagerie, met en valeur les dangers du lieu. Les Pairs de Charlemagne lui déconseillent fortement de s'y aventurer à les poursuivre, arguant de son immensité.
D'autres parties du récit semblent au contraire être de pures inventions de trouvères, notamment la course de chevaux à Paris à l'instigation de Naime, pour que Roland obtienne une monture aussi bonne que Bayard.

### Thèmes

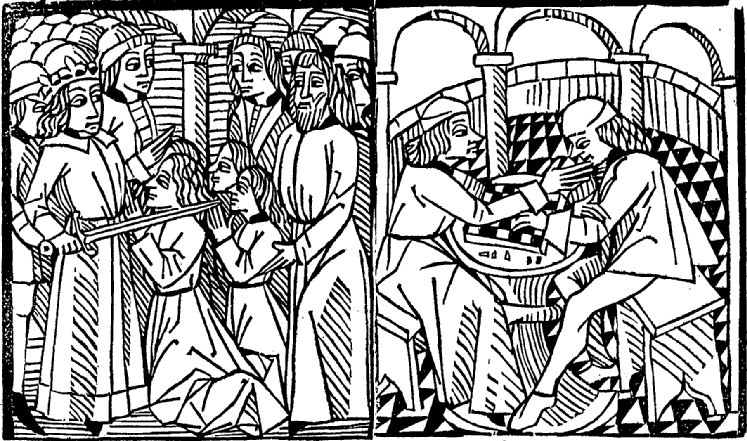
À gauche, l'adoubement des fils Aymon par Charlemagne, leur suzerain. À droite, la partie d'échecs entre Renaud et Bertolai. Les relations entre suzerain et vassaux et le jeu d'échecs constituent deux thèmes centraux de la chanson, largement illustrés.

La Chanson des Quatre Fils Aymon illustre deux types de conflits : militaire, mais aussi spirituel et religieux.

#### Vassalité et suzeraineté
Les personnages de la Chanson sont liés par des relations de suzerains et vassaux. Alliés à l'origine, Charlemagne et les fils Aymon se vouent ensuite une haine féroce. Le conflit est double, puisque les fils Aymon sont chassés par leur propre père, resté loyal à son suzerain. Chacun a sa part de responsabilité : le roi Charlemagne pour avoir refusé de blâmer le comportement injuste de son neveu Bertolai, Renaud de Montauban pour avoir cédé à la violence en tuant ce dernier. La violence et les armes ne permettent pas de trouver une issue, puisque la chanson de geste illustre à quel point la violence engendre la violence. Les fils Aymon font appel à la magie de leur cousin Maugis pour capturer le roi, mais Renaud garde une attitude de vassal en suppliant Charlemagne de les pardonner, lui et ses frères. Le roi reste inflexible, il ne souhaite que l'emprisonnement de Maugis ainsi que la reddition des fils Aymon, prolongeant le conflit par son attitude. Au contraire, les douze Pairs au service de Charlemagne (parmi lesquels les chevaliers Roland, Olivier et Ogier) agissent en faveur de la paix.

#### Conflit spirituel
La Chanson révèle un conflit spirituel entre le christianisme (représenté par le roi Charlemagne) et le paganisme (incarné par Bayard et l'enchanteur Maugis, dépositaire du savoir druidique). Ferdinand Castets signale déjà que « Bayard, comme Maugis, a des dons surnaturels : entre eux et l'Empereur, la paix est impossible ». La rancœur de l'empereur n'est pas dirigée contre Renaud et ses frères, mais contre le cheval et l'enchanteur, incarnations d'anciennes croyances que Charlemagne, roi chrétien, combat fermement,. Un élément de preuve réside dans « la concomitance de la contrition pieuse de Renaud et de son adieu à Bayard », qui « trahit bien la nature païenne du cheval-fée ». Renaud est, durant une grande partie du récit, favorisé par des « merveilles » de nature féerique. Elles s'effacent peu à peu au profit de la chrétienté, la paix n'est obtenue qu'au prix de la disparition des derniers éléments païens et « féeriques ». Après la fuite de Bayard dans la forêt, Renaud embrasse totalement la foi chrétienne, et sa mort entraîne des miracles chrétiens (chants des anges, auréole de lumière, odeur de sainteté...). Le « merveilleux profane » (fées, lutins, personnages magiciens et créatures fantastiques) semble pourtant plus apprécié du public que le « merveilleux chrétien ».

#### Jeu d'échecs
Le jeu d'échecs est populaire dans la France du Moyen Âge, il n'est pas rare que textes et chansons l'évoquent puisqu'il met en jeu l'honneur des deux joueurs, tout en constituant une projection de l'affrontement militaire sur un échiquier. Dans les Quatre fils Aymon, la querelle aux échecs entraîne toute la suite du conflit dont l'enjeu, pour les fils Aymon, est aussi de « mettre le roi en échec ». Cet épisode semble avoir revêtu une nette importance pour le public et les auteurs du Moyen Âge, ne serait-ce qu'en raison de son abondante iconographie. Alexandre Neckam y fait explicitement référence dans son encyclopédie.

### Un récit subversif
Pour François Suard, l'histoire revêt un côté subversif par le refus du féodalisme et du centralisme qu'elle peut évoquer, tout en laissant une belle place à la résistance et au désir de liberté,. Elle défend aussi une certaine autonomie des régions de la Gascogne et de l'Ardenne. Elle se révèle radicalement opposée à la plupart des autres textes du cycle carolingien (voire de la légende arthurienne), où le chevalier se dévoue corps et âme à un suzerain érigé en modèle de sagesse et de vertu.
L'enchanteur Maugis et le cheval Bayard sont bien plus subversifs que les fils Aymon. Maugis finit par se retirer de lui-même en partant méditer après la bataille de Vaucouleurs, et laisse Charlemagne raffermir son autorité mise à mal. Bayard incarne davantage la transgression : il survit même à la tentative de noyade.

### Personnages et éléments
Le nombre des personnages et la façon dont leurs caractères respectifs sont dépeints constituent un point d’intérêt de la Chanson. Les opposants, Renaud et Charlemagne, donnent du relief à l'ensemble. Le récit prend soin de rassembler des personnages illustres issus des épopées médiévales, connus par d'autres chansons de geste et d'autres récits. Le cheval Bayard et l'enchanteur Maugis ont un statut particulier : des traditions les concernent indépendamment de la Chanson et du cycle carolingien. Cela accrédite une origine différente de celle des autres personnages. Ils ont certainement été introduits dans le chant par les trouvères. Les personnages qui participent à l'action sont essentiellement masculins, la Chanson étant conçue comme une « histoire d'hommes ». Les personnages féminins des Quatre fils Aymon « n'existent qu'en fonction des hommes, comme épouses et comme mères ».

#### Les fils Aymon
Les fils Aymon sont nés en Ardenne (« Nous somes né d'Ardene... »), à Dordon, Dordone ou Dordonne, dont le nom rappelle pourtant davantage la rivière Dordogne (près de Montauban) qu'une localité ardennaise. Aalard (ou Alard) est l'aîné, le plus sage et le plus prudent. Renaud est le second des fils Aymon, Guichard (le troisième) se révèle courageux, et Richard est le benjamin. Aalard et Guichard interviennent très peu, et ce dans tous les manuscrits : la Chanson a l'originalité de mettre l'accent sur les exploits du second et du plus jeune des fils.

##### Renaud

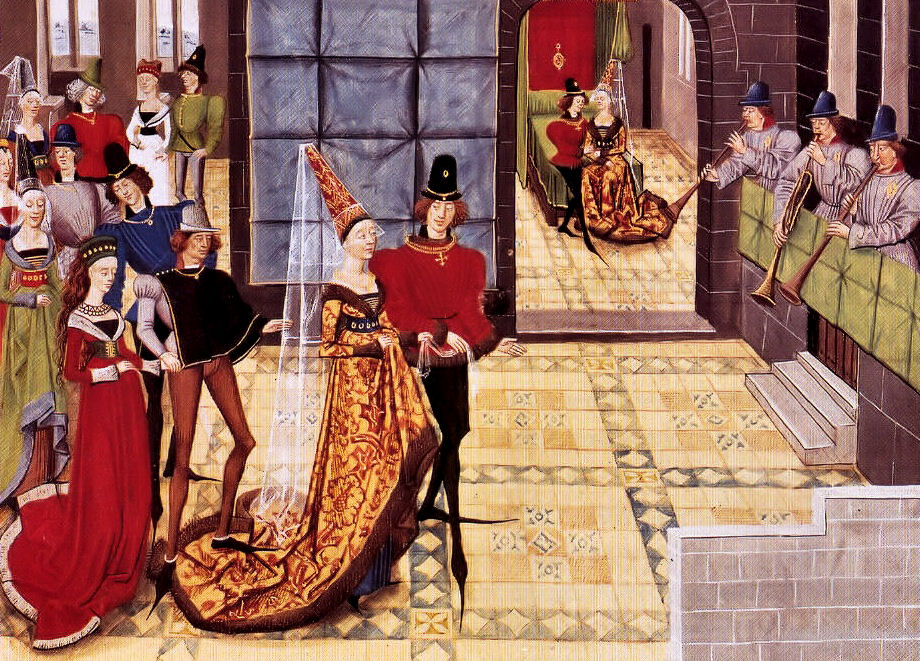
Renaud de Montauban et Clarisse. Miniature de Loyset Liédet, vers 1470, Arsenal 5073 f.117v.

Renaud, que l'on peut considérer comme le personnage central de la Chanson, a trois possessions de valeur : son épée Froberge (ou Floberge), son cheval Bayard, et son cor de chasse,. L'épée porte certainement une lame de type flamberge, d'où son nom. Renaud est l'archétype du bon chevalier : il respecte scrupuleusement les règles de la vassalité féodale. Il est en révolte vis-à-vis de son suzerain, mais se montre avant tout loyal et fidèle. Cette caractéristique est bien visible durant la scène où les quatre frères capturent Charlemagne grâce à la magie de Maugis. L'empereur les aurait fait pendre dans la situation inverse, et s'apprêtait à exécuter Richard quelque temps auparavant. Richard souhaite mettre Charlemagne à mort, mais Renaud intervient et le libère, espérant que son action entraînera la paix. Il peut se laisser aller à la colère mais pardonne facilement (il oublie la trahison du roi Yon et vole à son secours). Il épouse Aélis (nommée Clarisse dans les manuscrits plus tardifs), sœur du roi Yon, et a d'elle deux fils, Aymonnet et Yonnet. Il suit une évolution spirituelle, marquée notamment par son pèlerinage dans le dépouillement (sans chaussures et pauvrement vêtu), puis son détachement progressif après le retour de Jérusalem. Apprenant la mort de sa femme Aélis, il confie ses enfants à Charlemagne et perd avec eux ses dernières attaches au monde terrestre. Son martyre et sa pénitence pendant le chantier de la cathédrale de Cologne, à la fin du récit, lui confèrent une aura de grandeur. Pour Sarah Baudelle-Michels, le succès du personnage de Renaud tient à sa nature : « [...] si Roland était surhumain, le fils d’Aymon de Dordonne nous apparaît, en définitive, comme profondément humain ».

##### Richard
Richard, le plus jeune des frères, se révèle ardent et impétueux. Souvent désigné comme un « enfant », il reçoit le diminutif affectueux de « Richardet ». Il dispute à Renaud les actions héroïques pendant la bataille de Vaucouleurs et, lors de son enlèvement, tous les éléments convergent vers lui. Il a davantage de ressentiment contre Charlemagne que les trois autres puisqu'il souhaite sa mort lorsque l'empereur est à sa merci, sans doute parce que Charlemagne l'a frappé lors de sa capture et a tenté ensuite de le pendre.

#### Charlemagne

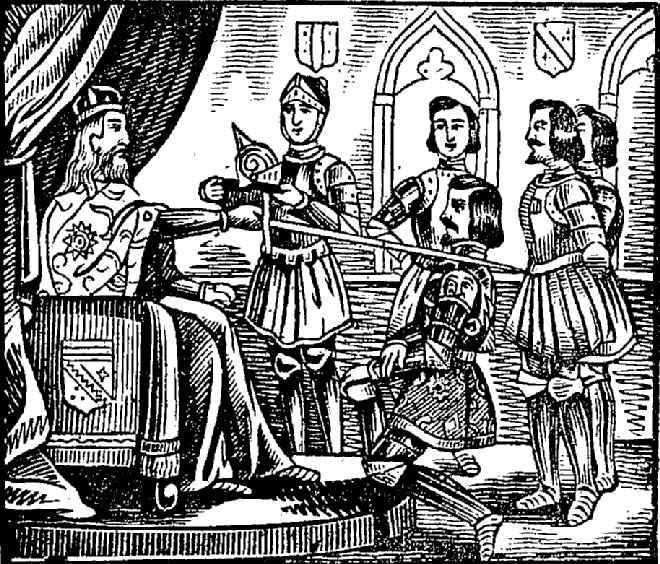
Charlemagne adoube les fils Aymon (Gravure extraite des Quatre fils d'Aymon, histoire héroïque par M. Ardant, 1849).

La déloyauté et la lâcheté du roi Charlemagne sont omniprésentes au fil de l'histoire : prise de Montessor par traîtrise, piège tendu aux quatre frères sous couvert de vouloir faire la paix, puis à Renaud qui voulait négocier une trêve. Charlemagne incarne le pouvoir en place, mais il est présenté comme un roi injuste et intraitable, poussant la rancune à un point « odieux ». Il provoque par son attitude l'hostilité de ses vassaux, et notamment des douze Pairs qui tentent de tempérer son intention de mettre à mort les fils Aymon. Charlemagne fait pression sur eux avec ses colères, et en les menaçant de ne plus les aimer s'ils n'exécutent pas sa volonté. À leur tour, les barons font pression en menaçant de quitter son service s'il refuse de se réconcilier avec Renaud et ses frères. Bien que Charlemagne ait des réactions inappropriées, il finit par dominer puisque Renaud accomplit un pèlerinage et lui livre Bayard.

#### L'enchanteur Maugis
Comme Bayard, Maugis est un adjuvant des quatre héros doué de capacités magiques. Il est étroitement lié au cheval-fée, ne serait-ce que d'après la Chanson de Maugis d'Aigremont qui a popularisé la version selon laquelle il en fait don à Renaud. À la fois enchanteur et larron, il présente des caractéristiques de génie tutélaire et de lutin, mais c'est d'abord un personnage « sorcier » (comme le Merlin de la légende arthurienne), non une créature féerique. Il intervient après le départ des quatre frères pour la Gascogne. Renaud le tient en haute estime, puisqu'il refuse à plusieurs reprises de le livrer à Charlemagne, même si ce dernier détenait ses trois autres frères. Maugis est le « cerveau » de l'histoire, son caractère, opposé à celui de Renaud, le révèle beaucoup plus intelligent et plus spirituel que ce dernier. Il refuse de transiger avec Charlemagne, et lui mène une guerre psychologique en « abusant de son pouvoir de le berner ». Charlemagne en fait son ennemi juré après la course de Renaud et Bayard à Paris. Ses capacités le rendent indispensable aux fils Aymon. Les chutes des forteresses de Montessor et de Montauban sont consécutives à son absence. Il part dans un ermitage par probable volonté de se faire oublier de Charlemagne. Cet acte place Renaud sur le chemin de sa propre sanctification.

#### Le cheval Bayard

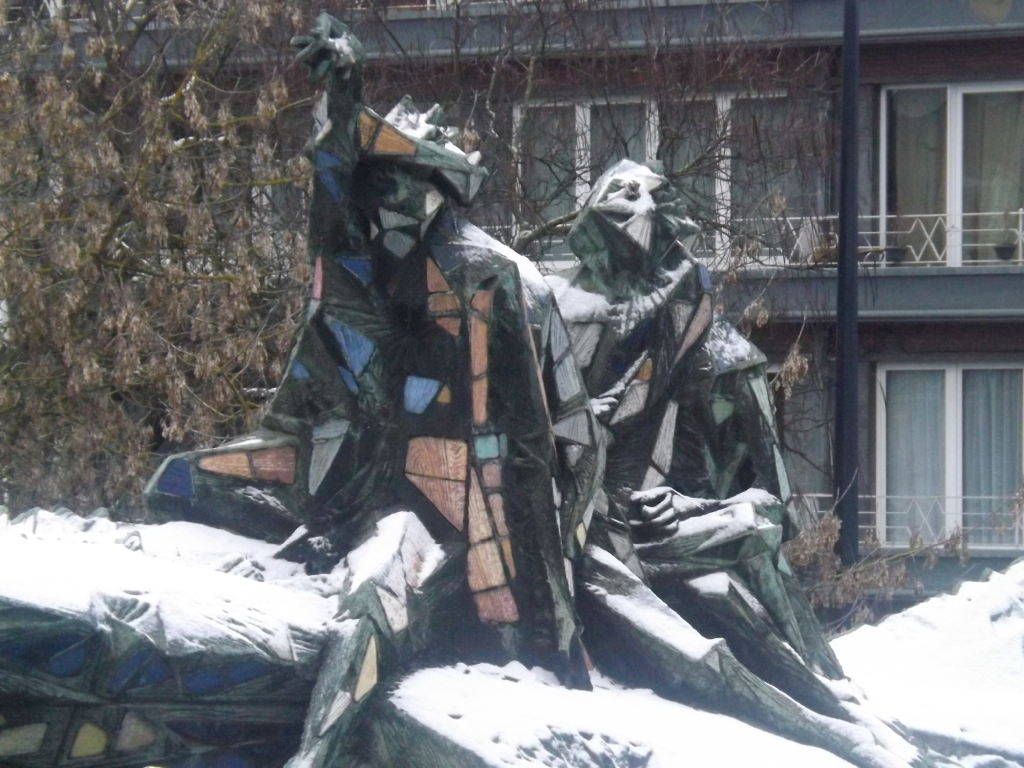
Les fils Aymon sur le cheval Bayard à Namur

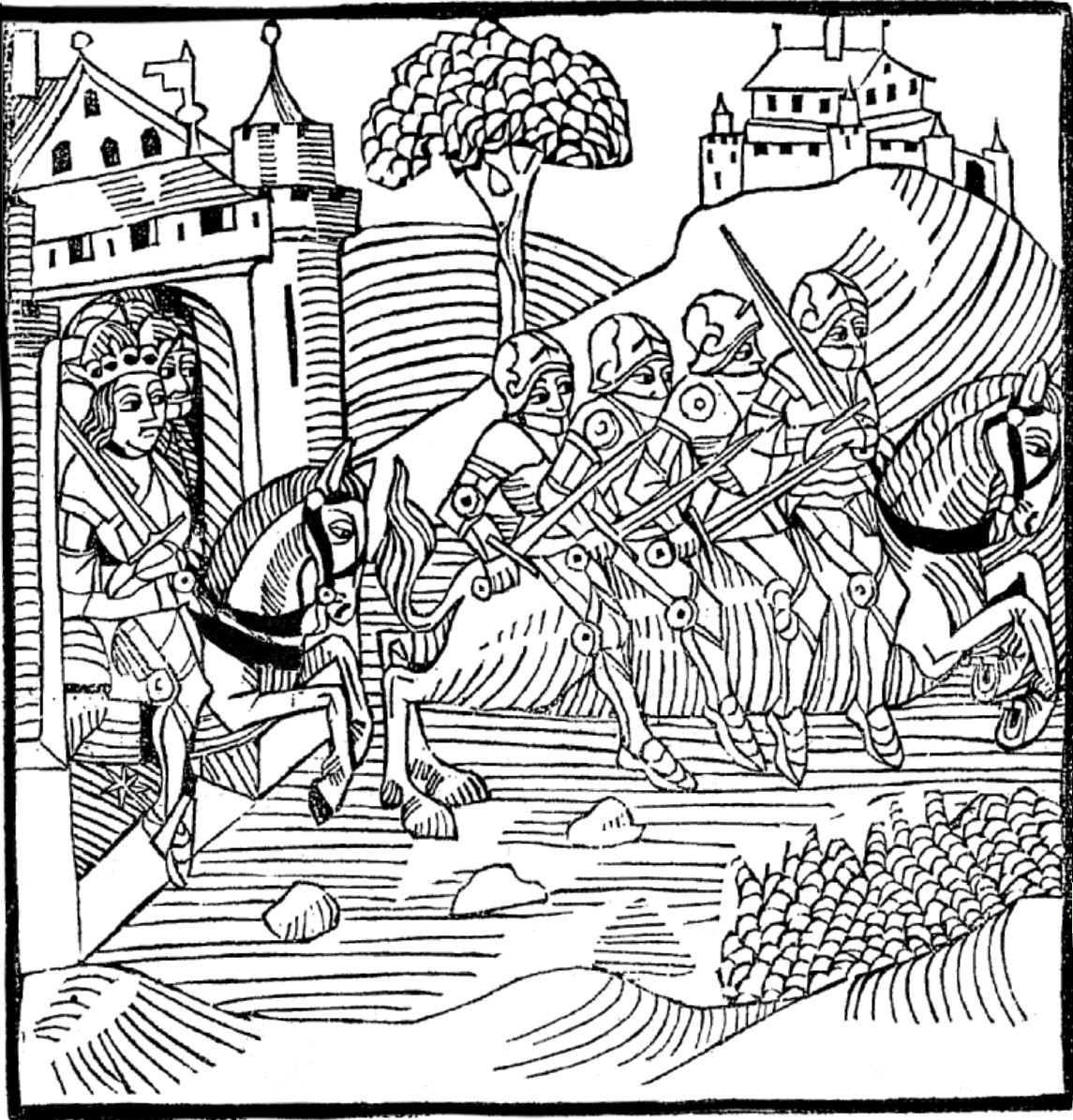
La fuite des fils Aymon sur le cheval Bayard depuis la cour de Charlemagne à Paris, d'après un incunable lyonnais (v. 1480).

Bayard est un « cheval-fée » dans le sens adjectival, c'est-à-dire un cheval enchanté, touché par la magie. Comme Maugis, il possède des dons merveilleux et Renaud lui est très attaché,. Il appartient au patrimoine légendaire pré-chrétien,, probablement celui de l'époque mérovingienne. C'est un animal totémique, chargé de protéger Renaud. Ce cheval joue un rôle de premier plan,, bien au-delà de la monture classique. D'une force et d'une intelligence surnaturelles, Bayard réveille Renaud en touchant son écu de son sabot, combat les chevaux de ses ennemis, devine les intentions de Renaud, effectue des bonds prodigieux et peut porter plusieurs personnes sur son dos en même temps. Il se rapproche des créatures féeriques liées à la nature. Quelques versions de la Chanson attestent qu'il comprend le langage humain, et il prévoit les dangers guettant Renaud. Pour Henri Dontenville, ces exploits sont cependant épisodiques et la plupart du temps, Bayard joue un rôle semblable à celui des autres chevaux d'épopée.

#### Pairs de Charlemagne et autres personnages
La Chanson met en scène les douze Pairs de Charlemagne, personnages récurrents du cycle carolingien. Parmi eux figurent notamment Roland le paladin, le duc Naime, Ogier le Danois, le chevalier Olivier, Richard de Normandie, Estout et l'archevêque Turpin. Chacun participe à l'action, notamment Roland qui mène différentes négociations entre son empereur et les fils Aymon. D'autres personnages jouent un rôle court ou mineur. Bertolai (Berthelot dans les versions plus tardives), le neveu de Charlemagne tué par Renaud, est toujours associé au démarrage de la querelle via la scène du jeu d'échecs. Le vieux duc Aymon (ou Aymes) apparaît tiraillé entre la fidélité qu'il doit au roi Charlemagne et l'amour de ses fils. Son épouse, la duchesse Aje (ou Aïe), se montre noble et digne. Le roi Yon (ou Ys), qui trahit les fils Aymon à l'instigation de Charlemagne, n'ose pas résister à la volonté de son empereur. La Chanson fait intervenir la famille de Ganelon (comptant aussi Griffon d'Autefeuille, Fouques de Morillon, Hervieux (ou Hervé) et Ripes (ou Ripeux) de Ribemont), incarnation de la traîtrise, qui suggère ou provoque la plupart des décisions cruelles de l'histoire (ouverture de la herse de Montessor, pendaison de Richard, noyade de Bayard…),.
Certains personnages n'apparaissent que dans quelques versions des Quatre fils Aymon, plus tardives que le manuscrit La Vallière. C'est le cas de la fée Oriande, introduite par la Chanson de Maugis d'Aigremont pour répondre au goût du public pour le merveilleux. Dans deux manuscrits médiévaux sur douze, c'est elle qui remet le cheval Bayard à Renaud.

## Diffusion de la légende

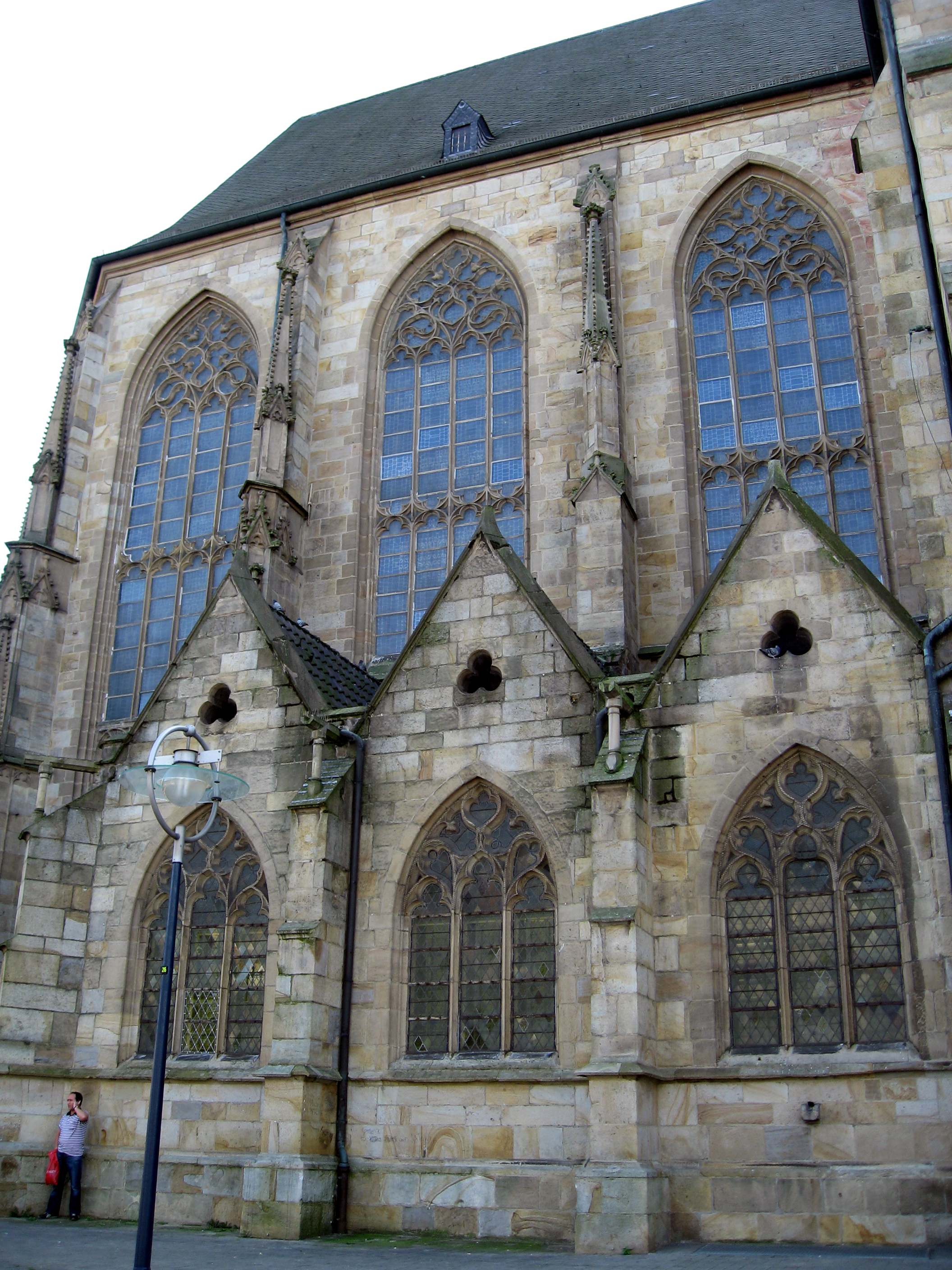
Chœur de l'église de Saint Renaud à Dortmund.

La revendication des lieux de la légende des fils Aymon, forteresse et batailles, toponymes, ainsi que de reliques, est une autre preuve de sa popularité. L'Ardenne, une région naturelle partagée entre la France, la Belgique et le Luxembourg, est celle où ces attestations légendaires sont les plus nombreuses,. Une partie des textes de la Chanson s'y déroule et l'épisode ardennais a nourri l'imaginaire des hommes, bien qu'il ne soit pas le plus développé. Joseph Bédier revendique en son temps l'abbaye de Stavelot-Malmedy pour origine de la légende des quatre fils Aymon, mais cette affirmation est invalidée lors d'une étude critique à l'université de Liège. D'après Eugène Monseur, en forêt de Chiny, le lieu-dit « les Épioux » est identifié aux « Espoux » ou « Espaux » de la chanson, ce défilé où vivent des fées et que les armées de Charlemagne doivent traverser. 

### Châteaux des fils Aymon

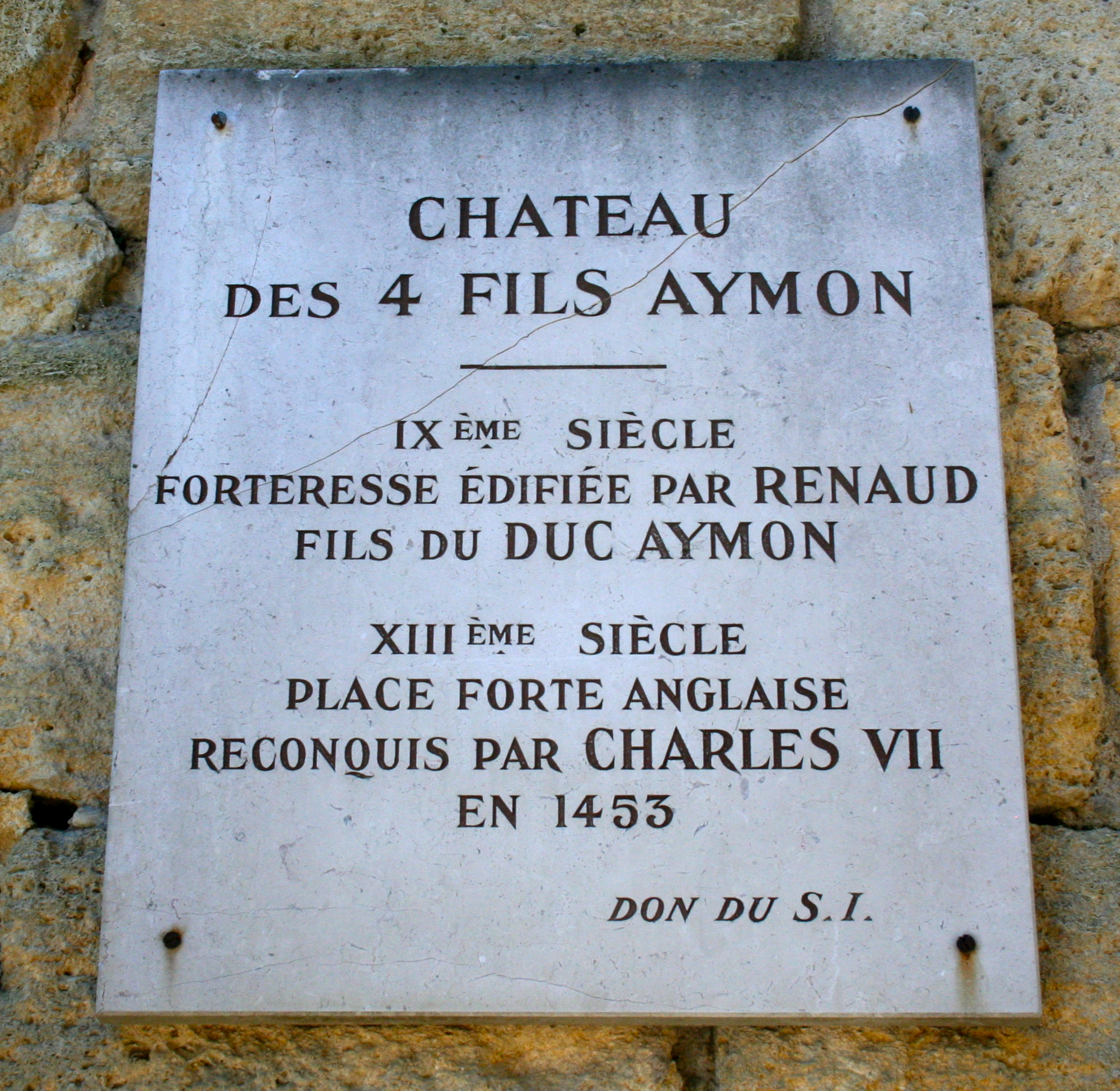
Le château en ruines de Cubzac-les-Ponts est l'un des nombreux à avoir une légende l'associant aux fils Aymon.

Une enquête de l'université de Liège, en 1976, relève une douzaine d'emplacements revendiqués pour avoir abrité la forteresse de Montessor (ou Montfort) bâtie pour les fils Aymon dans l'Ardenne, dont le château d'Amblève, un ancien château de Dhuy nommé « Bayard », la forteresse de Château-Regnault, une construction au confluent de la Meuse et de la Semois (actuellement, commune de Monthermé) et le château de Waridon à Montcy-Notre-Dame (proposé par Prosper Tarbé en 1861).
Le château de Cubzac-les-Ponts, ruine d'une place forte érigée en 1249 par Simon V de Montfort pour le compte de son roi, est lié à la légende des Quatre fils Aymon. Alphonse Huillard-Breholles a établi une connexion entre ce site et un château nommé Montauban, qui s'y serait trouvé. Selon la Grande Chronique attribuée à Matthieu Paris, que l'historien moderne avait traduite et publiée, le roi Jean sans Terre aurait capturé ce château de Montauban en 1206. L'hypothèse qu'il s'agirait du Montauban de la légende a été reprise au fil des siècles, contribuant à donner au plateau de Cubzac le surnom de « plateau des Quatre fils Aymon ». L'analyse des dates et des faits démontre cependant une incohérence, selon Pascal Reigniez l'existence passée du château des Quatre fils Aymon à Cubzac relève plus vraisemblablement de la légende.

### Reliques et filiation
Des reliques des fils Aymon sont connues au Moyen Âge. Renaud est considéré comme saint par la Chanson elle-même, une chapelle a été érigée sur les lieux où la légende situe sa mort (près de la cathédrale de Cologne). La principale église de Dortmund (Trémoigne), où les reliques auraient été transportées, porte encore le nom d'église de Saint Renaud (en allemand Reinoltkirche). Bertem, près de Louvain, a affirmé détenir les reliques de saint Aalard, l'aîné des fils Aymon, pendant 600 ans. L'ancien comté de la Marche est longtemps resté le fief des seigneurs de la Roche-Aymon, établis depuis le Xe siècle : ils affirment descendre des quatre frères de la légende. Un tombeau factice des fils Aymon existe au domaine de Chevetogne, mais il s'agit de simples bacs à sable où les enfants sont invités à déterrer les « armes » des quatre frères.

### Traces de Bayard et rocher de Dinant

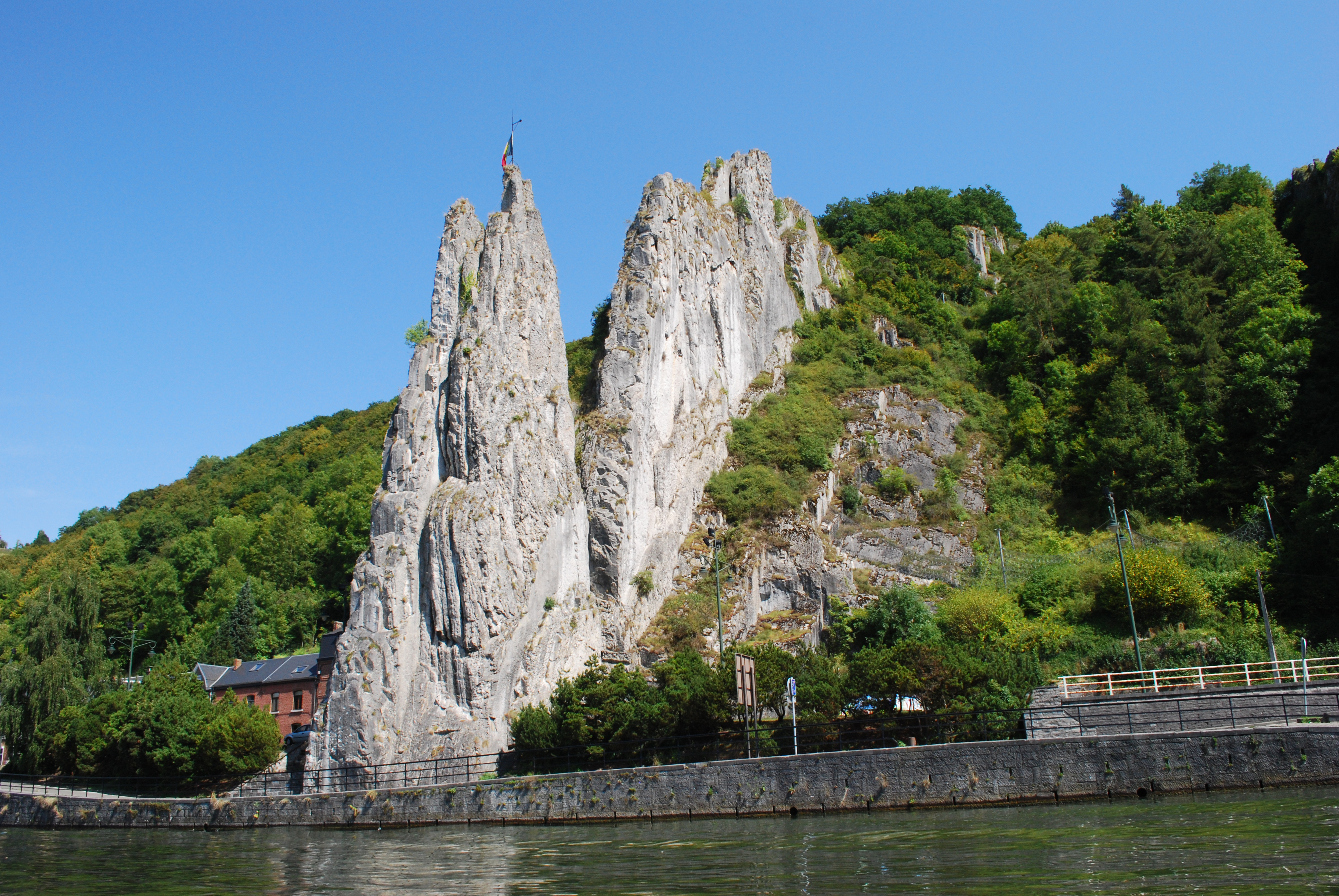
Le rocher Bayard de Dinant.

Liège est réputée pour être la ville où Charlemagne a tenté de noyer Bayard sur le pont des Arches : cette légende a été popularisée lors de la reconstruction du pont après la Seconde Guerre mondiale. De nombreux « pas-Bayard » sont issus du passage imaginaire du cheval-fée, qui aurait laissé l'empreinte d'un de ses sabots sur le sol. Ils sont nombreux en Ardenne belge. Il en existe notamment près de Couillet (lieu-dit ô pa Bayâr), de Pepinster, d'Aywaille (au château d'Amblève, revendiqué pour Montessor), de Dolembreux, de Remouchamps, de Stoumont, d’Ombret , d'Anthisnes ou encore de Bra, Wéris, Ethe, Étalle, et en forêt de Chiny.
Le plus connu de ces toponymes est le rocher Bayard, un obélisque de pierres d'une quarantaine de mètres de hauteur, à la sortie de Dinant vers Anseremme et au bord de la Meuse. Les quatre fils Aymon y auraient été cernés par les soldats de Charlemagne. Montés sur Bayard, il se seraient avancés sur la pointe des rochers jusqu'à la roche nommée depuis la Roche-à-Bayard (ou la roche Bayard), et qui, à cette époque adhérait encore à la montagne voisine. Au moment où l'empereur croyait tenir ses ennemis, Bayard frappa le roc de son sabot et s'envola d'un bond prodigieux pour retomber de l'autre côté du fleuve. Sur la roche désormais célèbre se trouve encore, dit-on, l'empreinte du pas de Bayard.

### Bogny-sur-Meuse

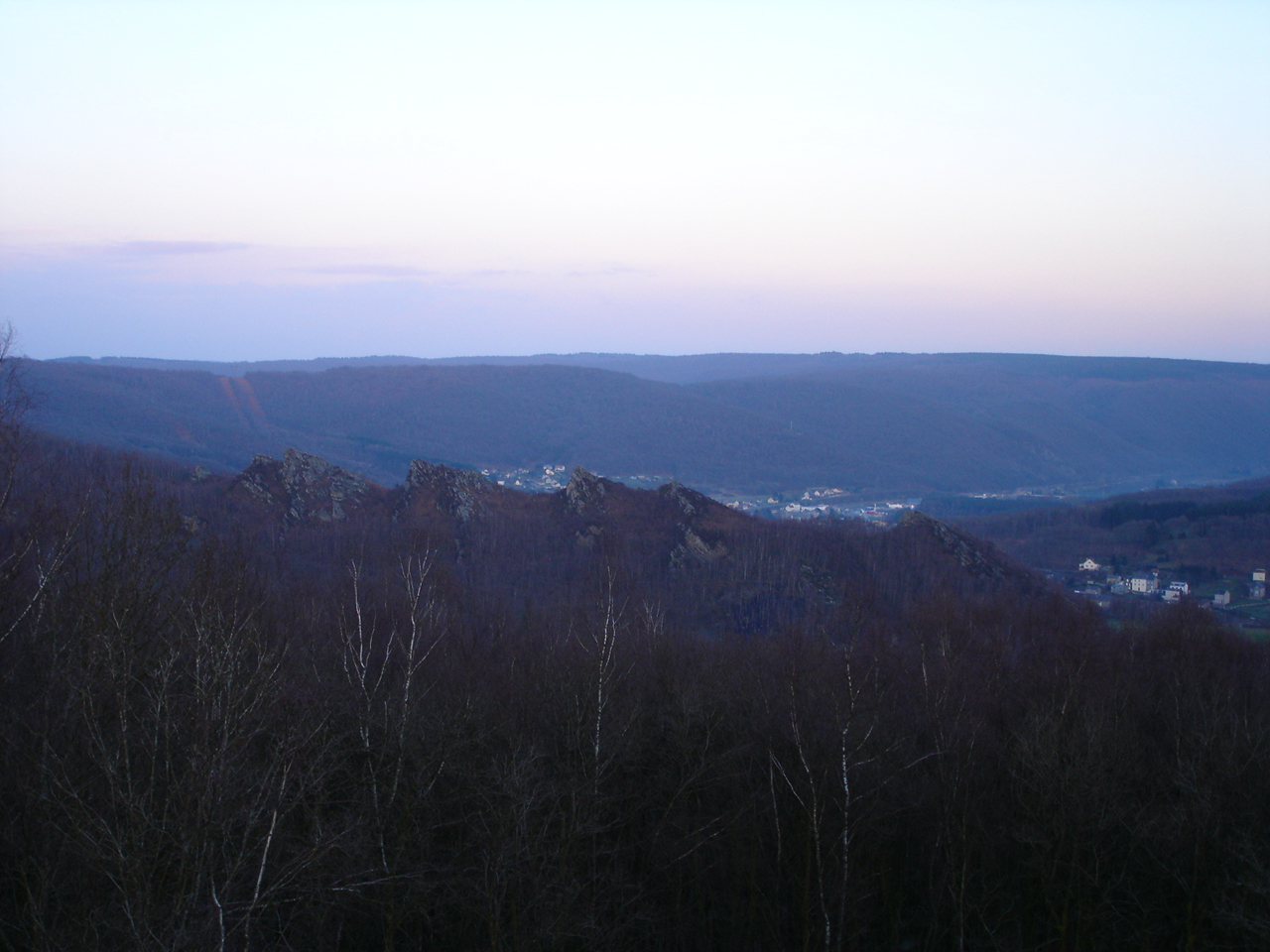
Vue aérienne des quatre pics rocheux de Bogny-sur-Meuse représentant les fils Aymon figés.

Bogny-sur-Meuse revendique de nombreuses traces de la légende : quatre pics rocheux symbolisent, figés, les quatre frères sur le dos de Bayard, par ailleurs une statue des fils Aymon, accompagnés de leur cheval, est érigée sur l'emplacement de l'ancien Château-Regnault (revendiqué pour la forteresse de Montessor), et le rocher de l'Hermitage, qui surplombe le village : il serait celui où l'enchanteur Maugis a fait retraite durant sept ans jusqu'à sa mort. L'Aymon Folk Festival, programmation annuelle de musique à Bogny, est ainsi appelé en référence à la platelle des fils Aymon.

### Autres toponymes
Le village de Francheval devrait son nom aux quatre frères et à Bayard selon un conte rapporté, entre autres, par Claude Seignolle. Bayard ayant fait preuve d'une grande bravoure pour aider Renaud et l'un de ses frères, ce dernier lui dit « Tu es un brave, Bayard, franc cheval ! ». À l'endroit même où il se trouvait, le village de Francheval fut élevé. Une légende similaire est liée à l'établissement du village de Balan : alors que les frères étaient poursuivis et que Bayard, après l'un de ses bonds fabuleux, était retombé brutalement sur le sol, Renaud aurait crié « Balan ! », soit « Remettez-vous en selle » ! à ses frères, et le village resta baptisé ainsi.

## Illustration et représentations dans les Arts

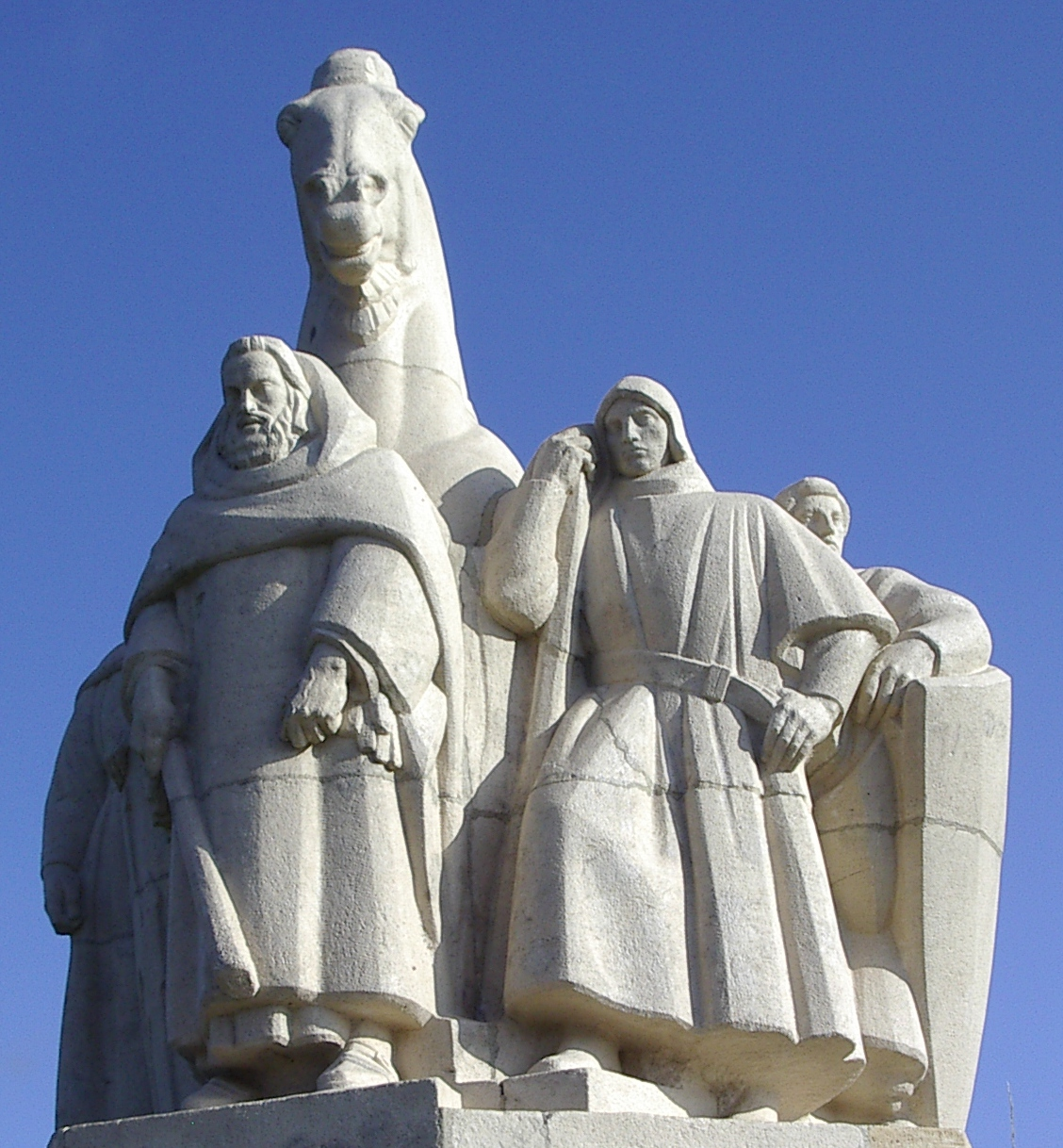
Monument des Quatre Fils Aymon à Bogny-sur-Meuse.

Les quatre frères ont fait l'objet de nombreuses représentations, généralement avec le cheval Bayard. Le succès de cette iconographie montrant les quatre frères sur le dos du même cheval joue un rôle déterminant dans la diffusion et la longévité des aventures de Renaud. La plus ancienne figure sur un tombeau au Portugal, daté de la première moitié du XIIe siècle. Le célèbre Loyset Liédet réalise au milieu du XVe siècle plusieurs enluminures pour un manuscrit. Au fil du temps et avec la littérature de colportage, des épisodes de la Chanson sont parfois illustrés de gravures qui n'ont que peu de rapport avec le propos. Les gravures sur bois populaires d'Épinal, parues courant XIXe siècle, marquent les esprits car de nombreux lecteurs y font référence.
L'une des plus célèbres représentations modernes de la légende est Le cheval Bayard, une sculpture réalisée par Olivier Strebelle et initialement montrée au public lors de l'exposition universelle de 1958. Elle est placée le long de la Meuse à Namur, en contrebas du pont des Ardennes. Une autre célèbre statue représente les fils Aymon en compagnie de Bayard. Réalisée par Albert Poncin, elle se trouve à Bogny-sur-Meuse.
Termonde, où se tient l'Ommegang de Ros Beiaard tous les dix ans, possède aussi plusieurs œuvres. La statue Ros Beyaert, par Aloïs de Beule et Domien Ingels, est un bronze érigé pour le World Fair de 1913 à Gand. Vier Heemskinderen (Les quatre fils du duc Aymon) par Gerard Adriaan Overeem, en 1976, est placée dans la Torenstraat de Nijkerk. À Cologne, depuis 1969, une sculpture en bronze réalisée par Heinz Klein-Arendt représente aussi les fils Aymon.

## Culture populaire et adaptations non littéraires

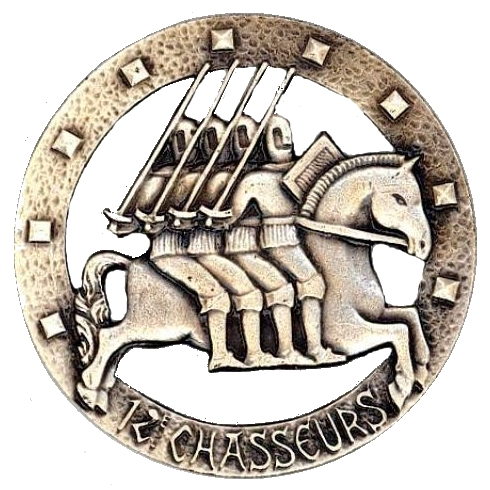
Insigne du de chasseurs à cheval.

La Chanson des quatre fils Aymon étant vite entrée dans le patrimoine populaire, les références y sont nombreuses dans les processions, cortèges, pièces de théâtre, ballets ou encore spectacles de marionnettes, noms de rues et enseignes de commerce. La « pucelle » ou insigne régimentaire du 12e régiment de chasseurs à cheval est illustrée des quatre fils Aymon. Jacques Laudy illustre une bande dessinée des Quatre fils Aymon qui paraît dans le magazine Tintin, de 1946 à 1947. Depuis 2009, la légende est remise à l'honneur par Hervé Gourdet, créateur du festival Printemps des Légendes à Monthermé, dans les Ardennes françaises.

### Processions et cortèges

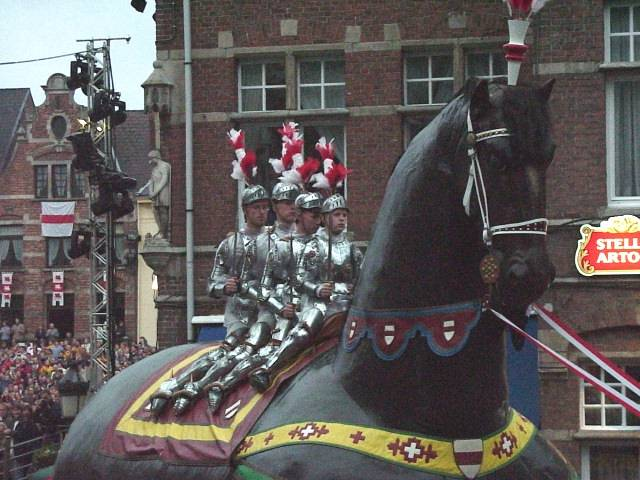
Le cheval Bayard de Termonde en 1990, chevauché par quatre frères figurant les fils Aymon.

Les personnages de la légende des fils Aymon sont présents parmi les géants du Nord, parfois depuis des siècles sans interruption. Au XVe siècle, le cheval Bayard est attesté dans dix villes, chevauché par les fils Aymon. Ces cortèges folkloriques consistent à promener un ou plusieurs personnages géants déplacés par des porteurs dans les rues. La plupart ont lieu en Belgique. Une procession est attestée à Namur dès le XVIe siècle, en 1518. Mi-religieuse mi-profane, elle se déroule chaque 2 juillet, à travers les rues parées de « mai et autres jolivetés à largesse ». Y apparaissent Charlemagne et les neuf preux, ainsi que les quatre fils Aymon montés sur Bayard, suivis de leur cousin l'enchanteur Maugis. Cette pièce profane connaît un immense succès pendant près de trois siècles et attire le public de tous les coins du comté de Namur. D'abord connue comme la « moralité des quatre fils Aymon », elle prend plus tard le titre d'« Histoire du cheval Bayard ».
Attesté avant 1461 à Termonde, en Flandre-Orientale, l'Ommegang de Termonde a lui aussi pour sujet la légende des fils Aymon (que l'on dit originaires de la ville) et du cheval Bayard, qui aurait été noyé au confluent de l'Escaut et de la Dendre. Un cheval Bayard géant réapparaît dans la ducasse d'Ath en 1948.

### Théâtre et ballets

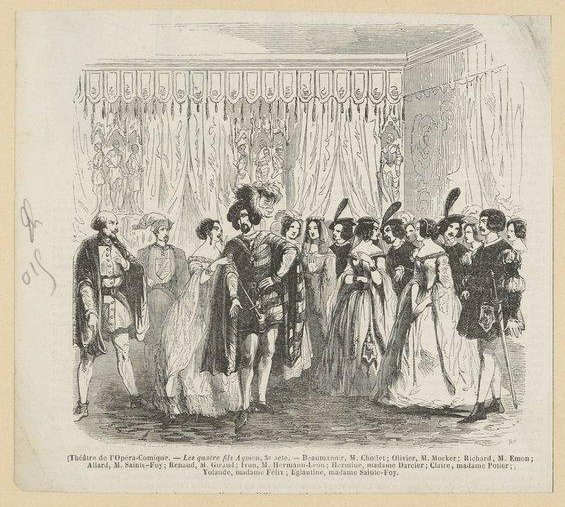
Les quatre fils Aymon, opéra-comique d'Adolphe de Leuven et Léon-Lévy Brunswick, acte 3, 1844.

Le thème des Quatre fils Aymon est celui qui obtient le plus de succès auprès du public des théâtres sur la première moitié du XIXe siècle, mais l'histoire d'origine est fréquemment modifiée pour répondre aux préoccupations de l'époque : légitimité du pouvoir, existence du mal, condition féminine et décadence de l’aristocratie. Les œuvres jouées incluent : 
- Siège de Montauban ou les quatre fils Aymon (pantomime d’Arnould en trois actes, 1779). La pièce est centrée sur l'épisode du siège de la forteresse de Montauban, et trouve ses sources dans une adaptation littéraire de la bibliothèque bleue. Renaud secours sa femme Clarisse et se réconcilie avec Charlemagne à la fin de la pièce[83].
- Richardet et Bradamante ou les fils Aymon (mélodrame de Caigniez, 1805). Basée sur un épisode du Roland furieux. Richardet se travestit pour approcher une princesse, en se faisant passer pour sa sœur Bradamante[83].
- Renaud de Montauban, ou Amour et Honneur (pantomime-féerie d’Alexandre de M. et Magniaudé, 1811). Cette féerie à grand spectacle raconte la lutte amoureuse entre Renaud et Mambrin[83]. Elle fait disparaître tout le côté subversif envers Charlemagne, pour changer l'histoire en « féerie invitant à la plus plate soumission »[84].
- Les quatre fils Aymon (opéra-comique de Leuven et Brunswickn, 1844). Presque une création originale où les fils Aymon, ruinés, font croire à leur voisin cupide qu’un seul d'eux a survécu, et hérité de la fortune familiale[83].
- La famille Aymon (vaudeville de Augier et Bouché, 1844). Certainement une parodie
- Les quatre fils Aymon (légende de Masson et Anicet-Bougeois, 1849)[13]. Ce mélodrame raconte le subterfuge de l'enchanteur Maugis qui cherche à marier sa fille Edwige, et s'oppose aux fils Aymon. Maugis se dénonce et finit exilé avec sa fille, tandis que Charlemagne remercie les quatre fils Aymon pour leur aide[83].

Des adaptations existent aussi dans le répertoire populaire breton tout au long du XIXe siècle, dont Les Quatre Fils Aymon, mystère breton en une journée et cinq actes. En 1941, pendant l'occupation allemande de la Belgique au cours de la Seconde Guerre mondiale, l'histoire des Quatre Fils Aymon est le sujet d'une pièce d'Herman Closson que les autorités allemandes interdisent l'année suivante à cause de la sympathie qu'elle montre pour la résistance à l'autorité. La pièce est jouée clandestinement, et devient très populaire. Elle sert d'inspiration à Les Quatre Fils Aymon, un ballet de Maurice Béjart et Janine Charrat, en 1961. Il modifie lui aussi l'histoire originale, en présentant les quatre frères comme révoltés contre le pouvoir paternel, dans la lignée des idées de mai 68. La Légende des fils Aymon, jeu scénique de Frédéric Kiesel, est créé à Habay-la-Neuve en 1967.

### Spectacles de marionnettes
Des spectacles de marionnettes ont naturellement repris ce thème, par exemple à Liège où leur popularité est renforcée dans les années 1930 par la présence de toponymes de Bayard et des fils Aymon. Louis De Budt, dit « Louis Poire cuite » ou « L'Roé éd la Comédie », marionnettiste le plus connu à Lille au XIXe siècle, joue souvent les Quatre Fils Aymon dans son théâtre de cabotans,.
Le Grand Marionnettiste, un automate géant situé dans la commune française de Charleville-Mézières dans le département des Ardennes, s'anime toutes les heures de la journée pour conter l'histoire des quatre frères aux passants (la commune étant considérée comme la capitale mondiale du théâtre de marionnettes).

### Enseignes et noms de rues

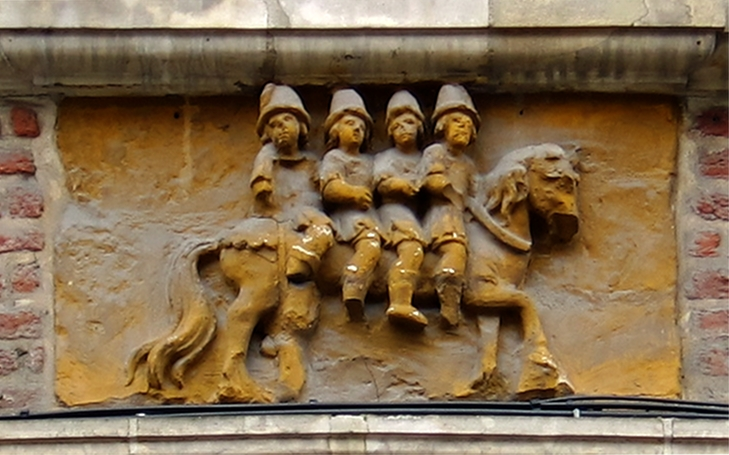
Enseigne d'un ancien estaminet « Aux Quatre fils Aymon », à Lille.

De nombreuses localités de France et de Belgique possèdent ou ont possédé une « Rue des Quatre fils Aymon », c'est le cas d'Orléans, de Bruxelles, de Mons, de Namur, de Nevers ou de Marbache, en Meurthe-et-Moselle (54), etc.
Les fils Aymon et le cheval Bayard sont très prisés comme enseignes de commerces, ces lieux baptisés « Aux quatre fils Aymon » sont fréquents avant les années 1830 : une auberge à Valenciennes, des hôtels à Cambrai et Douai, ou encore un cabaret à Lille. La légende reste présente dans une rue du 3e arrondissement de Paris, la rue des Quatre-Fils. En son centre, une œuvre en bronze d'Ivan Theimer figure sur une façade. La rue des Quatre-Fils devrait son nom à une ancienne auberge présentant une enseigne aux fils Aymon. L'enseigne d'un ancien estaminet Aux quatre fils Aymon, datée de la fin du XVIIe siècle, est toujours visible à Lille.
À Rouen, la Maison des Quatre Fils Aymon (appelée également Maison des Mariages), abrite le centre d'exposition du Musée national de l'Éducation. Bâtie au 187 rue Eau-de-Robec, cette demeure gothique des années 1470-1480 est classée au titre des monuments historiques depuis le 25 septembre 1961.